# انتخابات ریاست‌جمهوری ایالات متحده آمریکا

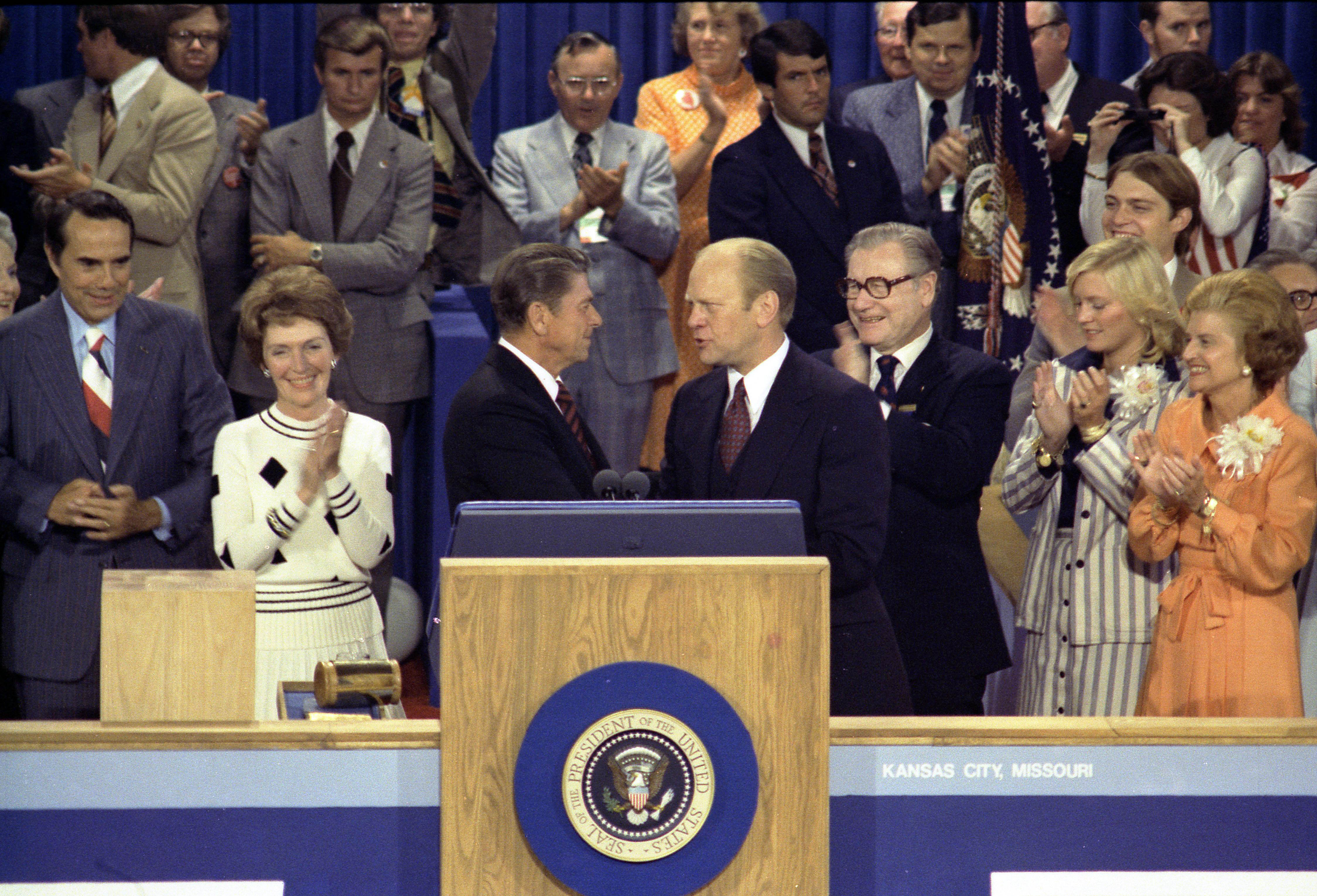
کنوانسیون انتخاباتی جمهوری‌خواهان در سال ۱۹۷۶

انتخابات ریاست‌جمهوری ایالات متحده آمریکا (به انگلیسی: United States presidential election) انتخاباتی غیرمستقیم است برای انتخاب رئیس‌جمهور و معاون رئیس‌جمهور که در آن شهروندان ایالات متحده که در یکی از پنجاه ایالت یا در واشینگتن دی‌سی برای رأی‌گیری ثبت‌نام شده‌اند رأی خود را نه برای انتخاب مستقیم آن دو منصب که برای انتخاب اعضای کالج انتخاباتی به صندوق می‌اندازند. اعضای منتخب کالج یا گزینندگان، سپس به‌طور مستقیم، به رئیس‌جمهور آمریکا و معاون رئیس‌جمهور رأی می‌دهند که به این رأی رأی الکترال می‌گویند. نامزدی که اکثریت مطلق آرای گزینندگان یا آرای الکترال (دست‌کم ۲۷۰ رای از ۵۳۸ رای، از زمانی که متمم بیست و سوم به شهروندان واشینگتن دی.سی. حق رأی اعطا کرده‌است) را به‌دست‌آورد رئیس‌جمهور آمریکا خواهد شد. در صورتی‌که هیچ‌یک از نامزدهای ریاست جمهوری، اکثریت مطلق آرا را به‌دست نیاورد مجلس نمایندگان آمریکا رئیس‌جمهور را انتخاب خواهد کرد و اگر هیچ‌یک از نامزدهای معاونت ریاست جمهوری اکثریت مطلق را به‌دست نیاورند مجلس سنای ایالات متحده آمریکا معاون رئیس‌جمهور را برمی‌گزیند. این سیستم رای‌گیری در اصل دوم و متمم دوازدهم قانون اساسی آمریکا تعریف شده‌است.
برخلاف انتخابات ریاست جمهوری بسیاری از جمهوری‌های سراسر جهان (که تحت نظام ریاستی یا نیمه ریاستی اداره می‌شوند) که با رأی مستقیم مردم کل کشورشان ("هر نفر یک رأی")رئیس‌جمهور را انتخاب می‌کنند ایالات متحده از انتخابات غیرمستقیم (از طریق کالج الکترال) برای انتخاب رئیس‌جمهور و معاون رئیس‌جمهور استفاده می‌کند. به رغم آن که تقریباً همه ایالت‌ها حکم می‌کنند که برنده اکثریت آرای مردمی در سرتاسر ایالت ("هر نفر یک رأی") همهٔ آرای الکترال را دریافت کند ("برنده همه را می‌برد") مواردی مانند انتخابات ریاست جمهوری سال ۱۸۲۴, ۱۸۷۶, ۱۸۸۸, ۲۰۰۰ و ۲۰۱۶ کالج انتخاباتی برنده‌ای داشت که بیشترین آراء را در انتخابات سراسری کسب نکرده بود؛ این‌ها انتخابات‌هایی بودند که در آن برنده به دلیل تأثیرات عظیم اکثریت نسبی کم‌تعداد در ایالت‌های چرخشی پرجمعیت آراء مردمی را از دست داد.
الکترال کالج و رویه آن در ماده ۲، بخش ۱، بندهای ۲ و ۴ و متمم دوازدهم (که پس از تصویب آن در سال ۱۸۰۴ جایگزین بند ۳ شد) قانون اساسی ایالات متحده وضع شده‌است. تحت بند ۲، هر ایالت به اندازه تعداد کل سناتورها و نمایندگان خود در کنگره آرای الکترال به صندوق می‌اندازد، حال آن که (طبق متمم بیست‌وسوم که در سال ۱۹۶۱ تصویب شد) واشینگتن دی سی، به اندازه ایالتی که دارای کمترین رأی الکترال است رأی الکترال دارد؛ یعنی سه رأی. همچنین تحت بند ۲، شیوه انتخاب گزینندگان را قوه مقننه هر ایالت و نه دولت فدرال تعیین می‌کند. بسیاری از مجالس مقننه ایالتی قبلاً گزینندگان خود را مستقیماً انتخاب می‌کردند. اما با گذشت زمان همه به استفاده از رأی مردم برای انتخاب گزینندگان روی آوردند. گزینندگان پس از انتخاب عموماً آرای الکترال خود را به نامزدی می‌دهند که در ایالت آنها اکثریت را به دست آورده‌است. اما ۱۸ ایالت مقرراتی که به‌طور خاص به این رفتار بپردازد ندارند. کسانی که رأی مخالف با رأی می‌دهند با عناوینی چون «گزینندگان عهدشکن» یا «بی‌تعهد» شناخته می‌شوند. در دوران مدرن، رأی‌دهندگان عهدشکن و بی‌تعهد بر نتیجه نهایی انتخابات تأثیری نداشته‌اند، بنابراین نتایج را به‌طور کلی می‌توان بر اساس رأی مردمی ایالت به ایالت تعیین کرد. افزون بر این، در اکثر مواقع برنده انتخابات ریاست جمهوری آمریکا آرای مردمی ملی را نیز به دست می‌آورد. از زمانی که همه ایالت‌ها دارای سیستم انتخاباتی بوده‌ند که امروز می‌شناسیم چهار استثنا وجود داشته‌است. این موارد در سال‌های ۱۸۷۶، ۱۸۸۸، ۲۰۰۰ و ۲۰۱۶ اتفاق افتادند و در همه آن‌ها تفاوت آرای نامزد اول و دوم کمتر از سه درصد بوده‌است.
از سال ۱۸۴۵ انتخابات ریاست جمهوری هر چهارسال یک بار در نخستین سه‌شنبه پس از ۱ نوامبر با رأی‌دهندگان ثبت‌نام‌شده‌ای که در روز انتخابات، رأی خود را به صندوق می‌اندازند برگزار می‌شود. این تاریخ برابر با رقابت‌های انتخاباتی سراسری فدرال، ایالتی و محلی است. از آنجا که دولت‌های محلی مسئول ادارهٔ انتخابات هستند این رقابت‌ها معمولاً همه در یک برگه رای ظاهر می‌شوند. گزینندگان کالج انتخاباتی پس از آن به‌طور رسمی آرای الکترال خود را در اولین دوشنبه پس از ۱۲ دسامبر در پایتخت ایالت خود به صندوق می‌اندازند. کنگره سپس نتایج را در اوایل ژانویه تأیید می‌کند و دوره ریاست جمهوری در روز تحلیف آغاز می‌شود که از زمان تصویب متمم بیستم در ۲۰ ژانویه تعیین شده‌است.

رقابت‌های انتخاباتی در آمریکا تقریباً یک سال قبل از رأی‌گیری آغاز می‌شود. در این مدت چهار مرحله از انتخابات با فواصل منظم برگزار می‌شود. روند نامزدی، متشکل از انتخابات مقدماتی و کنوانسیون‌های تعیین نامزد، در قانون اساسی مشخص نشده‌است. اما در طول زمان توسط ایالت‌ها و احزاب سیاسی توسعه یافته‌است. این انتخابات اولیه معمولاً بین ژانویه و ژوئن قبل از انتخابات سراسری در نوامبر برگزار می‌شود. حال آن که کنوانسیون‌های تعیین نامزدها در تابستان برگزار می‌شود. هرچند قانون خاصی برای انتخابات احزاب تدوین نشده‌است. احزاب سیاسی از روند انتخاباتی غیرمستقیمی پیروی می‌کنند که در آن رأی‌دهندگان در پنجاه ایالت، واشینگتن دی.سی. و قلمروهای ایالات متحده به فهرستی از نمایندگان در کنوانسیون تعیین نامزد یک حزب سیاسی رأی می‌دهند که بعداً این نمایندگان نامزد ریاست جمهوری حزب خود را انتخاب می‌کنند. سپس هر حزب می‌تواند یک معاون رئیس‌جمهور را برای پیوستن به این رقابت انتخاب کند که یا توسط نامزد نهایی حزب یا با رأی‌گیری دور دوم تعیین می‌شود. به دلیل تغییراتی که از دهه ۱۹۷۰ در رابطه با افشای کمک‌ها به کمپین‌های فدرال در قوانین مالی مبارزات انتخاباتی ملی ایجاد شد، نامزدهای ریاست‌جمهوری احزاب سیاسی اصلی معمولاً قصد خود برای شرکت در انتخابات را بهار سال قبل از انتخابات (تقریباً ۲۱ ماه قبل از روز تحلیف) اعلام می‌کنند.

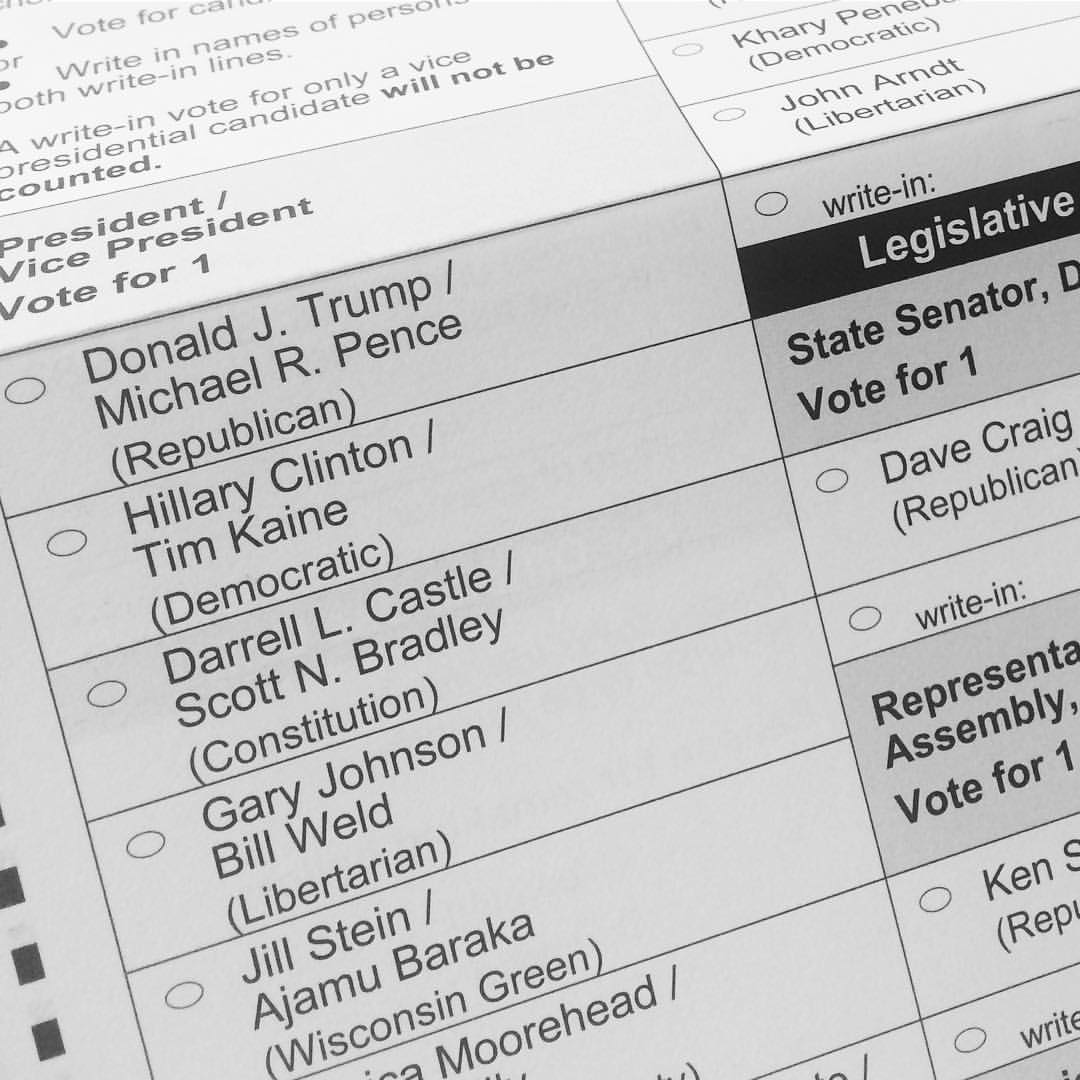
یک برگه رأی عمومی و فهرست نامزدهای ریاست‌جمهوری و معاونان آن‌ها در انتخابات ریاست جمهوری ۲۰۱۶ آمریکا

## تاریخچه

### کالج انتخاباتی
پس از استقلال آمریکا از بریتانیا در سال ۱۷۷۶ کنوانسیونی که مسئول تدوین قانون اساسی آمریکا بود به هنگام مطرح شدن شیوه انتخاب رئیس‌جمهور به عنوان رئیس کشور و اداره‌کننده حکومت فدرال ایالات متحده آمریکا، چندین روش را از جمله انتخاب توسط کنگره، انتخاب توسط فرمانداران ایالات، انتخاب توسط مجالس قانون‌گذاری ایالات، انتخاب توسط گروه ویژه‌ای از اعضای کنگره و انتخاب مستقیم توسط آرای مردم را مورد بررسی قرار داد اما هیچ‌کدام از این روش‌ها رأی لازم را به دست نیاورد و در نتیجه تعیین روش نهایی برای انتخاب رئیس‌جمهور به کمیته‌ای یازده نفره محول شد. این کمیته پس از بررسی، پیشنهاد شکل‌گیری کالج‌های انتخاباتی اولیه را ارائه نمود و پس از موافقت، طرح کالج‌های انتخاباتی با اندک اصلاحاتی در سند نهایی درج شد.
ماده دو قانون اساسی روش انتخابات ریاست جمهوری از جمله ایجاد کالج انتخاباتی را تعیین می‌کند که نتیجه توافق میان آن دسته از تدوین‌کنندگان قانون اساسی که می‌خواستند کنگره رئیس‌جمهور را انتخاب کند و آن‌هایی است که رای مردمی ملی را ترجیح می‌دادند. هدف قانون‌گذاران آمریکایی از انتخاب سیستم «کالج‌های انتخاباتی» این بود که بین دولت فدرال و حکومت ایالات نوعی تعادل بر قرار سازند. در این صورت ضمن حفظ مشارکت عموم مردم در انتخابات، به ایالات کم‌جمعیت حق حضور بیشتری داده شود و انتخابات، مستقل از کنگره و بدون نفوذ آن به اجرا درآید. در نتیجه رئیس‌جمهور انتخابی، از نهایت استقلال عمل برخوردار می‌شد و از نفوذ سیاسی گروه‌های قدرت مصون می‌ماند. از سوی دیگر قانون‌گذاران آمریکایی نیز تلاش داشتند تا هر چه بیشتر عرصه انتخاب رئیس‌جمهور را از توده گرایی و پوپولیسم به دور نگاه دارند. در این صورت کمتر فردی می‌توانست با عوام فریبی رئیس‌جمهور شود.
همان‌طور که در ماده دو آمده‌است به هر ایالت گزینندگانی به تعداد مجموع نمایندگان آن ایالت در هر دو مجلس کنگره اختصاص داده می‌شود. در سال ۱۹۶۱ تصویب متمم بیست‌وسوم تعدادی گزیننده به ناحیه کلمبیا اعطا کرد؛ برابر با تعداد گزینندگان اختصاص‌داده‌شده به کم‌جمعیت‌ترین ایالت. با این حال به قلمروهای ایالات متحده گزیننده‌ای اختصاص داده نشده‌است و از همین رو در کالج انتخاباتی نماینده‌ای ندارند.

### مجالس ایالتی
طبق قانون اساسی، هر ایالت شیوه انتخاب گزینندگان خود را تعیین می‌کند؛ ماده ۲، بخش ۱، بند ۲ بیان می‌کند که هر ایالت باید گزینندگان را «به نحوی که قوه مقننه دستور می‌دهد» منصوب کند. در طول اولین انتخابات ریاست جمهوری در سال ۱۷۸۹ تنها ۶ ایالت از ۱۳ ایالت اصلی گزینندگان را با اشکال مختلف رجوع به رأی مردم انتخاب کردند.
به تدریج در طول سال‌ها ایالت‌ها شروع به برگزاری انتخابات مردمی برای انتخاب فهرست گزینندگان خود کردند. در سال ۱۸۰۰ تنها ۵ ایالت از ۱۶ ایالت، انتخاب‌کنندگان را با رأی مردم انتخاب می‌کردند. در سال ۱۸۲۴ پس از ظهور دموکراسی جکسونی نسبت ایالت‌هایی که گزینندگان را با رأی مردم انتخاب می‌کردند به سرعت به ۱۸ ایالت از ۲۴ ایالت افزایش یافت. این حرکت تدریجی به سمت دموکراسی‌سازی بیشتر با کاهش تدریجی محدودیت‌های مالکیتی برای حق رای هم‌زمان شد. تا انتخابات ۱۸۴۰ تنها یکی از ۲۶ ایالت (کارولینای جنوبی) هنوز گزینندگان را با مجلس قانونگذاری انتخاب می‌کرد. By 1840, only one of the 26 states (South Carolina) still selected electors by the state legislature.

### معاون رئیس‌جمهوری
بر اساس سیستم اصلی ایجادشده توسط ماده دو انتخاب‌کنندگان به دو نامزد برای ریاست جمهوری رأی می‌دادند. نامزدی که بیشترین آرا را به دست آورد (به شرطی که اکثریت آرای الکترال باشد) رئیس‌جمهوری می‌شد و نامزد دوم معاون رئیس‌جمهوری می‌شد. این شیوهٔ انتخاب در انتخابات ریاست جمهوری ۱۸۰۰ که آرون بور همان تعداد آرای الکترال توماس جفرسون را دریافت کرد و انتخاب جفرسون را برای ریاست جمهوری به چالش کشید مشکلاتی ایجاد کرد. در نهایت جفرسون به سبب نفوذ الکساندر همیلتون در مجلس به عنوان رئیسِ جمهوری انتخاب شد.
متمم دوازدهم در پاسخ به انتخابات ۱۸۰۰ تصویب شد که گزینندگان را ملزم می‌کرد دو رای متمایز به صندوق بیندازند: یکی برای رئیس‌جمهوری و دیگری برای معاون رئیس‌جمهوری. در حالی که این شیوه مشکل موجود را حل کرد اما اعتبار معاونت رئیس‌جمهوری را کاهش داد، زیرا این مقام دیگر در اختیار رقیب اصلی ریاست جمهوری نبود. برگه‌های رأی جداگانه برای رئیس‌جمهوری و معاون رئیس‌جمهوری بعداً در قرن نوزدهم که برای تعیین نمایندگان کالج انتخابی ایالت با رأی مردمی امری عادی شد به موضوعی حل‌شده بدل شد. گزینندگانی که از این طریق انتخاب می‌شوند متعهد می‌شوند که به یک نامزد خاص ریاست جمهوری و معاون ریاست جمهوری (که توسط همان حزب سیاسی پیشنهاد می‌شود) رای دهند. اگرچه رئیس‌جمهوری و معاون رئیس‌جمهوری به‌طور قانونی جداگانه انتخاب می‌شوند در عمل با هم انتخاب می‌شوند.

### تساوی آرا
متمم دوازدهم همچنین قوانینی را برای وقتی که هیچ نامزدی اکثریت آرا را در کالج انتخاباتی کسب نکند ایجاد کرد. در انتخابات ریاست جمهوری ۱۸۲۴ ، اندرو جکسون اکثریت نسبی آرای الکترال را به دست آورد اما اکثریت مطلق را نه. انتخابات به مجلس فرستاده شد و جان کوئینسی آدامز به عنوان رئیس‌جمهوری انتخاب شد. رقابت عمیقی بین اندرو جکسون و هنری کلی، رئیس مجلس نمایندگان، که خود نیز نامزد انتخابات بود به وجود آمد.
چون جان کلهون، نامزد معاون ریاست جمهوری، اکثریت آرا را به دلیل قرار داشتن همزمان در فهرست جکسون و آدامز به دست آورد نیازی به رأی سنا برای معاون رئیس جمهوری نبود.

### رأی مردمی
از سال ۱۸۲۴ سوای بروز گه‌گاه "گزینندگان عهدشکن"، رای مردم به طور غیرمستقیم برنده انتخابات ریاست جمهوری را با تعیین آرای الکترال تعیین می‌کند، زیرا رأی مردمی هر ایالت یا ناحیه رأی کالج انتخاباتی آن را تعیین می‌کند. هرچند رأی مردم در سراسر کشور به طور مستقیم برنده انتخابات ریاست جمهوری را تعیین نمی‌کند، همبستگی قوی با اینکه چه کسی پیروز شود دارد. در ۵۴ مورد از مجموع ۵۹ انتخاباتی که تاکنون برگزار شده است (حدود ۹۱ درصد) برنده آرای مردمی سراسری رأی کالج انتخاباتی را نیز به خود اختصاص داده است. برندگان آرای مردمی سراسری و آرای کالج انتخاباتی تنها در انتخاباتی با رقابت نزدیک با هم تفاوت داشته‌اند. در انتخابات بسیار رقابتی، کاندیداها بر افزایش رای خود در ایالت‌های نوسانی که برای به دست آوردن اکثریت کالج انتخاباتی حیاتی است تمرکز می‌کنند، بنابراین سعی نمی‌کنند با افزایش آرای واقعی یا تقلبی در مناطق تک‌حزبی رأی مردمی خود را به حداکثر برسانند.
با این حال نامزدهایی هم بودند که نتوانستند اکثریت آرای مردمی سراسری را کسب کنند اما پیروز انتخابات شدند. در انتخابات ۱۸۲۴ جکسون اکثریت آرای مردمی را به دست آورد اما هیچ نامزدی نتوانست اکثریت آرای الکترال را کسب کند. بر اساس متمم دوازدهم مجلس موظف بود از میان سه نفر اول رئیس‌ِجمهوری را برگزیند. کلی چهارم شد و از آدامز حمایت کرد که در نهایت برنده شد. چون آدامز بعداْ کلی را وزیر خارجۀ خود کرد حامیان جکسون مدعی شدند که آدامز با کلی زد و بند کرده تا ریاست جمهوری را به دست آورد. در این مورد به اتهامات «معاملۀ مفسدانه (corrupt bargain)» در طول دورۀ ریاست جمهوری آدامز رجوع کنید. 

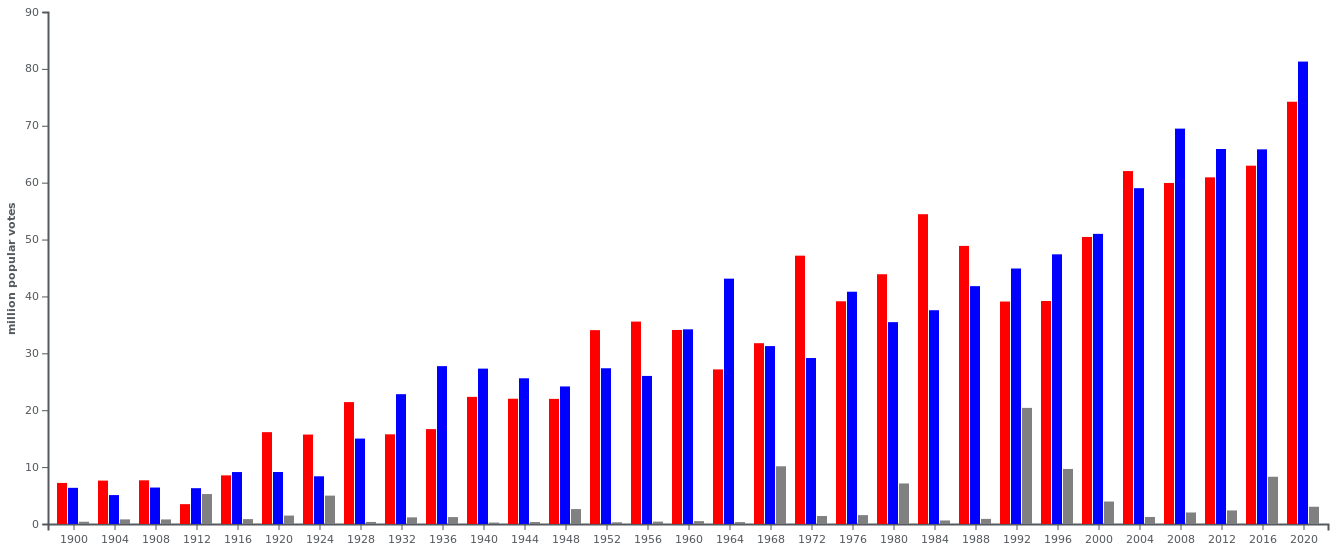
مقایسۀ مجموع آرای مردمی از سال ۱۹۰۰.
جمهوری‌خواه
دموکرات
کل نامزدهای دیگر

در پنج انتخابات ریاست جمهوری (۱۸۲۴ ، ۱۸۷۶ ، ۱۸۸۸ ، ۲۰۰۰ ، و ۲۰۱۶) برندۀ رای الکترال در کسب اکثریت آرای مردمی ناکام بود. اصلاحات متعددی برای جایگزینی کالج انتخاباتی با رای مستقیم مردم در قانون اساسی ارائه شده است، اما هیچ کدام نتوانسته‌اند در هر دو مجلس کنگره به تصویب برسند.   یکی دیگر از پیشنهادهای جایگزین پیمان بین ایالتی رای مردمی ملی است؛ پیمانی بین ایالتی که به موجب آن هر ایالت مشارکت‌کننده موافقت می‌کنند که گزینندگان رأی خود را بر اساس برندۀ آرای مردمی ملی به جای برندۀ آرای مردمی ایالتی مربوطۀ خود به صندوق بریزند.

## مراحل

### تأیید صلاحیت
بر اساس اصل دوم قانون اساسی ایالات متحده آمریکا، هر نامزد ریاست جمهوری آمریکا باید در ایالات متحده آمریکا به دنیا آمده باشد و حداقل ۱۴ سال متوالی در آمریکا زندگی کرده و حداقل ۳۵ سال تمام، سن داشته باشد یا این‌که تا پیش از روز معارفه، به سن ۳۵ سال و ۱۴ سال اقامت متوالی در آمریکا برسد.

### نامزدی
اگر شخصی بخواهد از طرف حزبی نامزد شود، باید ابتدا در پروسه درون حزبی و انتخابات مقدماتی آن حزب که بر طبق قوانین درونی آن حزب است شرکت کند و در صورت موفقیت در آن پروسه، به عنوان نامزد آن حزب معرفی می‌شود. انتخاب رئیس‌جمهور در آمریکا انتخابات غیرمستقیم انجام گرفته و رای‌دهندگان، به اعضای کالج انتخاباتی ایالات متحده آمریکا یا مجمع گزینندگان، رای می‌دهند. اگر چه اسم نامزدها در برگه‌های اخذ رأی نوشته می‌شود، اما مردم در عمل به‌طور مستقیم به رئیس‌جمهور آمریکا و معاون رئیس‌جمهور آمریکا، رأی نمی‌دهند؛ به این معنی که رای‌دهندگان هر ایالت؛ فهرستی از انتخاب‌کنندگان رئیس‌جمهور (گزینندگان) را انتخاب می‌کنند که تعداد آن‌ها هم برابر با تعداد سناتورها و نمایندگانی است که آن ایالت در کنگره آمریکا دارد. در عوض انتخاب‌کنندگان هر ایالت مدت کوتاهی پس از انتخابات در پایتخت آن ایالت گرد می‌آیند و آرای خود را برای کاندیدایی به صندوق می‌اندازند که بیشترین آرای مردم را در ایالت آن‌ها کسب کرده‌است؛ یعنی کاندیدایی که بیشترین آرا را در هر ایالت به‌دست می‌آورد، در واقع صاحب همه آرای انتخاباتی آن ایالت می‌شود.

## رقابت‌های انتخاباتی

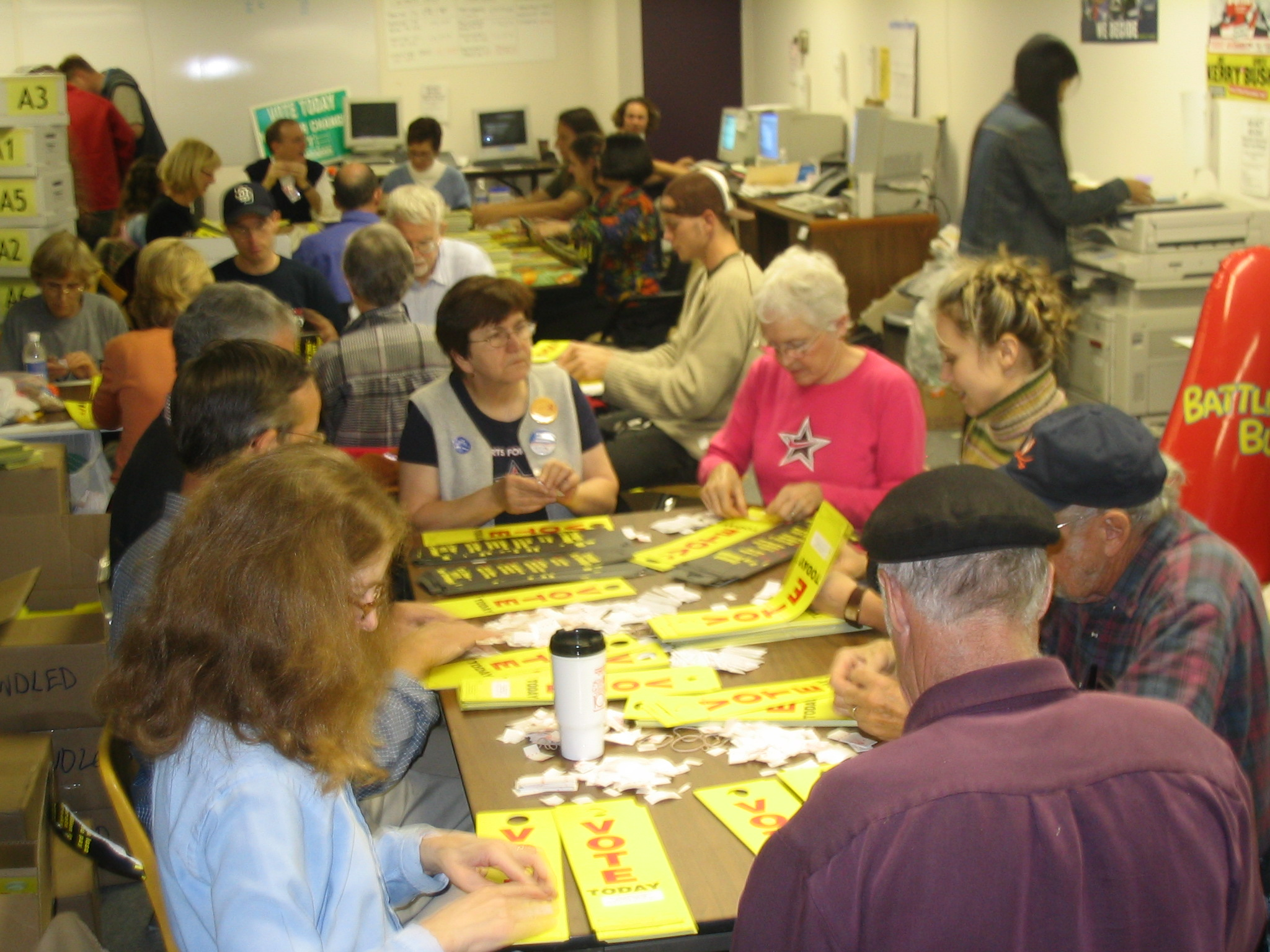
داوطلبان گروه‌های انتخاباتی

پس از اعلام رسمی نامزد حزب از سوی کنوانسیون‌های انتخاباتی رئیس‌جمهور آمریکا، رقابت‌های انتخابات ریاست جمهوری ایالات متحده آمریکا آغاز می‌شود. در مدت ۶ تا ۸ ماه بعد، تمام توجهات به سمت شعارها و تبلیغات نامزدها معطوف می‌شود. این نامزدها که در حقیقت اکنون تشکیلات حزب را با تمام امکانات مالی، تبلیغاتی و رسانه‌ای پشت سر دارند، با قدرت وارد میدان می‌شوند و در هر گوشه از کشور به سخنرانی و برگزاری میتینگ‌های تبلیغاتی می‌پردازند. گاهی لازم می‌شود نامزد حزب در یک روز، در چهار نقطه از این کشور پهناور حضور یابد و به سخنرانی بپردازد. رسانه‌ها و شبکه‌های رادیو و تلویزیونی در پیروزی انتخابات نقش تعیین‌کننده‌ای دارند، و نامزدها مجبور هستند از یک تیم قوی و با تجربه روابط عمومی رسانه‌ای کمک بگیرند.
با توجه به خصوصی بودن رسانه‌های گروهی در ایالات متحده آمریکا و هزینه‌های سرسام‌آور تبلیغات، نامزدی می‌تواند در مبارزات انتخاباتی به پیروز دست یابد که از پشتوانه مالی تقریباً نامحدودی برخوردار باشد و حامیانش بتوانند میلیون‌ها دلار در این راه هزینه نمایند.
با نگاهی به جدول زیر مشخص می‌شود که هزینه‌های انتخاباتی ریاست جمهوری هر دوره به نسبت گذشته به شکل چشمگیری افزایش یافته‌است. جمهوری‌خواهان با توجه به حامیان ثروتمند خود همواره بیشتر از دموکرات‌ها در انتخابات پول خرج می‌کنند. اگر چه در آمریکا پول شرط لازم برای پیروزی در هر انتخاباتی است، لیکن ضرورتاً شرط کافی به‌شمار نمی‌آید. چرا که بارها دیده شده‌است که یک حزب یا یک فرد با هزینه کمتری به پیروزی دست یافته‌اند.
اهمیت مسائل مالی در انتخابات طی چند دهه اخیر آن‌چنان افزایش یافته که همواره پس از پایان انتخابات، بحث و جنجال‌های فراوانی در خصوص تخلفات مالی از سوی رقبا علیه یکدیگر مطرح می‌شود. تا پیش از رسوایی واترگیت، نظارت چندانی بر عملکرد مالی احزاب و شیوه جذب اعانات صورت نمی‌گرفت. هر حزب بر اساس پایگاه اجتماعی خود و حامیانش به جمع‌آوری پول برای پرداخت هزینه‌های انتخاباتی می‌پرداخت و در این راه نیز حتی به اعمال فشار، تهدید و باج‌خواهی نیز متوسل می‌شد. همچنین گروه‌های ذی‌نفوذ و ثروتمندان با پرداخت مبالغ کلان به صورت اعانه به احزاب و نامزدها تلاش دارند بر روند تصمیم‌گیری قوه مجریه و کنگره تأثیر بگذارند. در مقابل، نامزدها نیز پس از پیروزی در انتخابات با استفاده از جایگاه سیاسی خود از حامیانشان حمایت می‌کنند.
افشای رسوایی واترگیت در اواسط دهه ۱۹۷۰، ضرورت نظارت دقیق‌تر بر عملکرد مالی احزاب در جریان انتخابات را مطرح کرد. در ماجرای واترگیت اطرافیان ریچارد نیکسون به‌طور غیرقانونی، دستگاه شنود در دفتر مرکزی حزب دموکرات قرار دادند تا از استراتژی انتخاباتی آنان مطلع شوند. همچنین تحقیقات قضایی ثابت کرد که چند میلیون دلار اعانات کلان در اختیار حزب جمهوری‌خواه قرار گرفته شده بود و به حامیان نیکسون نیز قول داده شده بود که از قراردادهای دولتی سهم زیادی به‌دست خواهند آورد. پس از این ماجرا، نمایندگان کنگره برای جلوگیری از تکرار این رسوایی، قانون شیوه تأمین هزینه‌های انتخاباتی احزاب و همچنین پرداخت اعانات را به تصویب رساندند.

## قانون رقابت‌های انتخاباتی فدرال
این قانون در سال ۱۹۷۴ به تصویب رسید. بر اساس قانون رقابت‌های انتخاباتی فدرال، یک کمیسیون فدرال انتخابات دو حزبی تشکیل شد که دارای ۶ عضو است. این کمیسیون مسئولیت نظارت بر هزینه‌های انتخاباتی را بر عهده دارد. میزان مجاز پرداخت اعانات به نامزدها یا احزاب در حال حاضر برای افراد، حداکثر ۱۰۰۰ دلار و برای سازمان‌ها حداکثر ۵۰۰۰ دلار است. برای جبران این محدودیت، حکومت فدرال ایالات متحده آمریکا موظف است بخشی از هزینه‌های انتخاباتی را تأمین کند تا از این طریق وابستگی نامزدها به گروه‌های ذی‌نفوذ و افراد متنفذ و ثروتمند تا حد امکان کاهش یابد. درازای هر ۵۰۰۰ دلار اعانه‌ای که هر نامزد انتخاباتی از حامیانش کسب می‌کند، دولت فدرال ۲۵۰ دلار به وی پرداخت می‌کند. به‌علاوه دریافت‌کننده کمک از سوی دولت فدرال ملزم است از یک سو هزینه‌های تبلیغاتی خود را به سطح معقول محدود کند و از سوی دیگر پرسش‌نامه‌هایی را تکمیل کند که در آن شیوه تأمین درآمدها و چگونگی هزینه مشخص شود. از این طریق کمیسیون انتخابات فدرال قادر است، بر سالم برگزار شدن انتخابات نظارت و داشته باشد.
قانون رقابت‌های انتخاباتی فدرال اغلب از سوی احزاب نادیده گرفته می‌شود و در جریان انتخابات، نامزدها به شیوه‌های مختلف و بعضاً دست زدن به شیوه‌های غیرقانونی به دریافت هرچه بیشتر اعانات انتخاباتی می‌پردازند.

## نتایج کالج انتخاباتی
| سال  | حزب                                      | نامزد ریاست جمهوری        | نامزد معاون ریاست جمهوری                                                           | رأی مردمی  | %      | آرای الکترال   | یادداشت‌ها     |
| ---- | ---------------------------------------- | ------------------------- | ---------------------------------------------------------------------------------- | ---------- | ------ | -------------- | ------------- |
| ۱۷۸۸ | مستقل                                    | جرج واشینگتن              | طبق قانون نامزدی وجود نداشت و نفر دوم انتخابات به عنوان معاون رئیس‌جمهوری نصب می‌شد. | ۴۳٬۷۸۲     | ۱۰۰٫۰  | ۶۹ / ۱۳۸       |               |
| ۱۷۸۸ | فدرالیست                                 | جان آدامز                 | طبق قانون نامزدی وجود نداشت و نفر دوم انتخابات به عنوان معاون رئیس‌جمهوری نصب می‌شد. | N/A        | N/A    | ۳۴ / ۱۳۸       |               |
| ۱۷۸۸ | فدرالیست                                 | جان جی                    | طبق قانون نامزدی وجود نداشت و نفر دوم انتخابات به عنوان معاون رئیس‌جمهوری نصب می‌شد. | N/A        | N/A    | ۹ / ۱۳۸        |               |
| ۱۷۸۸ | فدرالیست                                 | رابرت اج. هریسون          | طبق قانون نامزدی وجود نداشت و نفر دوم انتخابات به عنوان معاون رئیس‌جمهوری نصب می‌شد. | N/A        | N/A    | ۶ / ۱۳۸        |               |
| ۱۷۸۸ | فدرالیست                                 | جان رالج                  | طبق قانون نامزدی وجود نداشت و نفر دوم انتخابات به عنوان معاون رئیس‌جمهوری نصب می‌شد. | N/A        | N/A    | ۶ / ۱۳۸        |               |
| ۱۷۸۸ | فدرالیست                                 | جان هنکاک                 | طبق قانون نامزدی وجود نداشت و نفر دوم انتخابات به عنوان معاون رئیس‌جمهوری نصب می‌شد. | N/A        | N/A    | ۴ / ۱۳۸        |               |
| ۱۷۸۸ | ضد دولت                                  | جرج کلینتون               | طبق قانون نامزدی وجود نداشت و نفر دوم انتخابات به عنوان معاون رئیس‌جمهوری نصب می‌شد. | N/A        | N/A    | ۳ / ۱۳۸        |               |
| ۱۷۸۸ | فدرالیست                                 | ساموئل هانتیگون           | طبق قانون نامزدی وجود نداشت و نفر دوم انتخابات به عنوان معاون رئیس‌جمهوری نصب می‌شد. | N/A        | N/A    | ۲ / ۱۳۸        |               |
| ۱۷۸۸ | فدرالیست                                 | جان میلتون                | طبق قانون نامزدی وجود نداشت و نفر دوم انتخابات به عنوان معاون رئیس‌جمهوری نصب می‌شد. | N/A        | N/A    | ۲ / ۱۳۸        |               |
| ۱۷۸۸ | فدرالیست                                 | جیمز آرمسترانگ            | طبق قانون نامزدی وجود نداشت و نفر دوم انتخابات به عنوان معاون رئیس‌جمهوری نصب می‌شد. | N/A        | N/A    | ۱ / ۱۳۸        |               |
| ۱۷۸۸ | فدرالیست                                 | بنجامین لینکلن            | طبق قانون نامزدی وجود نداشت و نفر دوم انتخابات به عنوان معاون رئیس‌جمهوری نصب می‌شد. | N/A        | N/A    | ۱ / ۱۳۸        |               |
| ۱۷۸۸ | ضد دولت                                  | ادوارد تلفر               | طبق قانون نامزدی وجود نداشت و نفر دوم انتخابات به عنوان معاون رئیس‌جمهوری نصب می‌شد. | N/A        | N/A    | ۱ / ۱۳۸        |               |
| ۱۷۹۲ | مستقل                                    | جرج واشینگتن              | طبق قانون نامزدی وجود نداشت و نفر دوم انتخابات به عنوان معاون رئیس‌جمهوری نصب می‌شد. | ۲۸٬۵۷۹     | ۱۰۰٫۰  | ۱۳۲ / ۲۶۴      |               |
| ۱۷۹۲ | فدرالیست                                 | جان آدامز                 | طبق قانون نامزدی وجود نداشت و نفر دوم انتخابات به عنوان معاون رئیس‌جمهوری نصب می‌شد. | N/A        | N/A    | ۷۷ / ۲۶۴       |               |
| ۱۷۹۲ | دموکرات-جمهوری‌خواه                       | جرج کلینتون               | طبق قانون نامزدی وجود نداشت و نفر دوم انتخابات به عنوان معاون رئیس‌جمهوری نصب می‌شد. | N/A        | N/A    | ۵۰ / ۲۶۴       |               |
| ۱۷۹۲ | دموکرات-جمهوری‌خواه                       | توماس جفرسون              | طبق قانون نامزدی وجود نداشت و نفر دوم انتخابات به عنوان معاون رئیس‌جمهوری نصب می‌شد. | N/A        | N/A    | ۴ / ۲۶۴        |               |
| ۱۷۹۲ | دموکرات-جمهوری‌خواه                       | آرون بر                   | طبق قانون نامزدی وجود نداشت و نفر دوم انتخابات به عنوان معاون رئیس‌جمهوری نصب می‌شد. | N/A        | N/A    | ۱ / ۲۶۴        |               |
| ۱۷۹۶ | فدرالیست                                 | جان آدامز                 | طبق قانون نامزدی وجود نداشت و نفر دوم انتخابات به عنوان معاون رئیس‌جمهوری نصب می‌شد. | ۳۵٬۷۲۶     | ۵۳٫۴   | ۷۱ / ۲۷۶       |               |
| ۱۷۹۶ | دموکرات-جمهوری‌خواه                       | توماس جفرسون              | طبق قانون نامزدی وجود نداشت و نفر دوم انتخابات به عنوان معاون رئیس‌جمهوری نصب می‌شد. | ۳۱٬۱۱۵     | ۴۶٫۶   | ۶۸ / ۲۷۶       |               |
| ۱۷۹۶ | فدرالیست                                 | توماس پینکنی              | طبق قانون نامزدی وجود نداشت و نفر دوم انتخابات به عنوان معاون رئیس‌جمهوری نصب می‌شد. | N/A        | N/A    | ۵۹ / ۲۷۶       |               |
| ۱۷۹۶ | دموکرات-جمهوری‌خواه                       | آرون بر                   | طبق قانون نامزدی وجود نداشت و نفر دوم انتخابات به عنوان معاون رئیس‌جمهوری نصب می‌شد. | N/A        | N/A    | ۳۰ / ۲۷۶       |               |
| ۱۷۹۶ | دموکرات-جمهوری‌خواه                       | ساموئل آدامز              | طبق قانون نامزدی وجود نداشت و نفر دوم انتخابات به عنوان معاون رئیس‌جمهوری نصب می‌شد. | N/A        | N/A    | ۱۵ / ۲۷۶       |               |
| ۱۷۹۶ | فدرالیست                                 | الیور الزورت              | طبق قانون نامزدی وجود نداشت و نفر دوم انتخابات به عنوان معاون رئیس‌جمهوری نصب می‌شد. | N/A        | N/A    | ۱۱ / ۲۷۶       |               |
| ۱۷۹۶ | دموکرات-جمهوری‌خواه                       | جرج کلینتون               | طبق قانون نامزدی وجود نداشت و نفر دوم انتخابات به عنوان معاون رئیس‌جمهوری نصب می‌شد. | N/A        | N/A    | ۷ / ۲۷۶        |               |
| ۱۷۹۶ | فدرالیست                                 | جان جی                    | طبق قانون نامزدی وجود نداشت و نفر دوم انتخابات به عنوان معاون رئیس‌جمهوری نصب می‌شد. | N/A        | N/A    | ۵ / ۲۷۶        |               |
| ۱۷۹۶ | فدرالیست                                 | جیمز ایردل                | طبق قانون نامزدی وجود نداشت و نفر دوم انتخابات به عنوان معاون رئیس‌جمهوری نصب می‌شد. | N/A        | N/A    | ۳ / ۲۷۶        |               |
| ۱۷۹۶ | مستقل                                    | جرج واشینگتن              | طبق قانون نامزدی وجود نداشت و نفر دوم انتخابات به عنوان معاون رئیس‌جمهوری نصب می‌شد. | N/A        | N/A    | ۲ / ۲۷۶        |               |
| ۱۷۹۶ | دموکرات-جمهوری‌خواه                       | جان هنری                  | طبق قانون نامزدی وجود نداشت و نفر دوم انتخابات به عنوان معاون رئیس‌جمهوری نصب می‌شد. | N/A        | N/A    | ۲ / ۲۷۶        |               |
| ۱۷۹۶ | فدرالیست                                 | ساموئل جانستون            | طبق قانون نامزدی وجود نداشت و نفر دوم انتخابات به عنوان معاون رئیس‌جمهوری نصب می‌شد. | N/A        | N/A    | ۲ / ۲۷۶        |               |
| ۱۷۹۶ | فدرالیست                                 | چارلز کاتسورث پینکنی      | طبق قانون نامزدی وجود نداشت و نفر دوم انتخابات به عنوان معاون رئیس‌جمهوری نصب می‌شد. | N/A        | N/A    | ۱ / ۲۷۶        |               |
| ۱۸۰۰ | دموکرات-جمهوری‌خواه                       | توماس جفرسون              | آرون بر                                                                            | ۴۱٬۳۳۰     | ۶۱٫۴٪  | ۷۳ / ۲۷۶       |               |
| ۱۸۰۰ | فدرالیست                                 | جان آدامز                 | چارلز کاتسورث پینکنی                                                               | ۲۵٬۹۵۲     | ۳۸٫۶٪  | ۶۴ / ۲۷۶       |               |
| ۱۸۰۰ | فدرالیست                                 | جان آدامز                 | جان جی                                                                             | ۲۵٬۹۵۲     | ۳۸٫۶٪  | ۱ / ۲۷۶        |               |
| ۱۸۰۴ | دموکرات-جمهوری‌خواه                       | توماس جفرسون              | جرج کلینتون                                                                        | ۱۰۴٬۱۱۰    | ۷۲٫۸٪  | ۱۶۲ / ۱۷۶      |               |
| ۱۸۰۴ | فدرالیست                                 | چارلز کاتسورث پینکنی      | روفس کینگ                                                                          | ۳۸٬۹۱۹     | ۲۷٫۲٪  | ۱۴ / ۱۷۶       |               |
| ۱۸۰۸ | دموکرات-جمهوری‌خواه                       | جیمز مدیسون               | جرج کلینتون                                                                        | ۱۲۴٬۷۳۲    | ۶۴٫۷٪  | ۱۱۳ / ۱۷۶      | [ ث ]         |
| ۱۸۰۸ | دموکرات-جمهوری‌خواه                       | جیمز مدیسون               | جان لانگدان                                                                        | ۱۲۴٬۷۳۲    | ۶۴٫۷٪  | ۹ / ۱۷۶        | [ ث ]         |
| ۱۸۰۸ | فدرالیست                                 | چارلز کاتسورث پینکنی      | روفس کینگ                                                                          | ۶۲٬۴۳۱     | ۳۲٫۴٪  | ۴۷ / ۱۷۶       |               |
| ۱۸۰۸ | دموکرات-جمهوری‌خواه                       | جرج کلینتون               | جیمز مدیسون                                                                        | N/A        | N/A    | ۳ / ۱۷۶        | [ ج ]         |
| ۱۸۰۸ | دموکرات-جمهوری‌خواه                       | جرج کلینتون               | جیمز مونرو                                                                         | N/A        | N/A    | ۳ / ۱۷۶        | [ ج ]         |
| ۱۸۱۲ | دموکرات-جمهوری‌خواه                       | جیمز مدیسون               | البریج جری                                                                         | ۱۴۰٬۴۳۱    | ۵۰٫۴٪  | ۱۲۸ / ۲۱۷      |               |
| ۱۸۱۲ | دموکرات-جمهوری‌خواه/ فدرالیست             | دوایت کلینتون             | جارد اینگرسول                                                                      | ۱۳۲٬۷۸۱    | ۴۷٫۶٪  | ۸۶ / ۲۱۷       | [ ح ]         |
| ۱۸۱۲ | دموکرات-جمهوری‌خواه/ فدرالیست             | دوایت کلینتون             | البریج جری                                                                         | ۱۳۲٬۷۸۱    | ۴۷٫۶٪  | ۳ / ۲۱۷        | [ ح ]         |
| ۱۸۱۶ | دموکرات-جمهوری‌خواه                       | جیمز مونرو                | دانیل دی. تامپکینز                                                                 | ۷۶٬۵۹۲     | ۶۸٫۲٪  | ۱۸۳ / ۲۱۷      |               |
| ۱۸۱۶ | فدرالیست                                 | روفس کینگ                 | جان ایگر هاوارد                                                                    | ۳۴٬۷۴۰     | ۳۰٫۹٪  | ۲۲ / ۲۱۷       | [ خ ]         |
| ۱۸۱۶ | فدرالیست                                 | روفس کینگ                 | جیمز راس                                                                           | ۳۴٬۷۴۰     | ۳۰٫۹٪  | ۵ / ۲۱۷        | [ خ ]         |
| ۱۸۱۶ | فدرالیست                                 | روفس کینگ                 | جان مارشال                                                                         | ۳۴٬۷۴۰     | ۳۰٫۹٪  | ۴ / ۲۱۷        | [ خ ]         |
| ۱۸۱۶ | فدرالیست                                 | روفس کینگ                 | رابرت گودل هارپر                                                                   | ۳۴٬۷۴۰     | ۳۰٫۹٪  | ۳ / ۲۱۷        | [ خ ]         |
| ۱۸۲۰ | دموکرات-جمهوری‌خواه                       | جیمز مونرو                | دانیل دی. تامپکینز                                                                 | ۸۷٬۳۴۳     | ۸۰٫۶٪  | ۲۱۸ / ۲۳۲      | [ د ]         |
| ۱۸۲۰ | دموکرات-جمهوری‌خواه                       | جیمز مونرو                | ریچارد استاکتون (F)                                                                | ۸۷٬۳۴۳     | ۸۰٫۶٪  | ۸ / ۲۳۲        | [ د ]         |
| ۱۸۲۰ | دموکرات-جمهوری‌خواه                       | جیمز مونرو                | دانیل رادنی (F)                                                                    | ۸۷٬۳۴۳     | ۸۰٫۶٪  | ۴ / ۲۳۲        | [ د ]         |
| ۱۸۲۰ | دموکرات-جمهوری‌خواه                       | جیمز مونرو                | رابرت گودل هارپر (F)                                                               | ۸۷٬۳۴۳     | ۸۰٫۶٪  | ۱ / ۲۳۲        | [ د ]         |
| ۱۸۲۰ | دموکرات-جمهوری‌خواه                       | جان کویینسی آدامز         | ریچارد راش (F)                                                                     | N/A        | N/A    | ۱ / ۲۳۲        | [ ذ ]         |
| ۱۸۲۴ | دموکرات-جمهوری‌خواه (جناح آدامز)          | جان کویینسی آدامز         | جان سی. کلهون                                                                      | ۱۱۳٬۱۲۲    | ۳۰٫۹٪  | ۷۴ / ۲۶۱       | [ ز ]         |
| ۱۸۲۴ | دموکرات-جمهوری‌خواه (جناح آدامز)          | جان کویینسی آدامز         | اندرو جکسون                                                                        | ۱۱۳٬۱۲۲    | ۳۰٫۹٪  | ۹ / ۲۶۱        | [ ز ]         |
| ۱۸۲۴ | دموکرات-جمهوری‌خواه (جناح آدامز)          | جان کویینسی آدامز         | N/A                                                                                | ۱۱۳٬۱۲۲    | ۳۰٫۹٪  | ۱ / ۲۶۱        | [ ز ]         |
| ۱۸۲۴ | دموکرات-جمهوری‌خواه (جناح جکسون)          | اندرو جکسون               | جان سی. کلهون                                                                      | ۱۵۱٬۲۷۱    | ۴۱٫۴٪  | ۹۹ / ۲۶۱       |               |
| ۱۸۲۴ | دموکرات-جمهوری‌خواه ([جناح کرافورد)       | ویلیام اچ کرافورد         | ناتانیل مکون                                                                       | ۴۰٬۸۵۶     | ۱۱٫۲٪  | ۲۴ / ۲۶۱       | [ ژ ]         |
| ۱۸۲۴ | دموکرات-جمهوری‌خواه ([جناح کرافورد)       | ویلیام اچ کرافورد         | مارتین ون بیورن                                                                    | ۴۰٬۸۵۶     | ۱۱٫۲٪  | ۹ / ۲۶۱        | [ ژ ]         |
| ۱۸۲۴ | دموکرات-جمهوری‌خواه ([جناح کرافورد)       | ویلیام اچ کرافورد         | جان سی. کلهون                                                                      | ۴۰٬۸۵۶     | ۱۱٫۲٪  | ۲ / ۲۶۱        | [ ژ ]         |
| ۱۸۲۴ | دموکرات-جمهوری‌خواه ([جناح کرافورد)       | ویلیام اچ کرافورد         | هنری کلی                                                                           | ۴۰٬۸۵۶     | ۱۱٫۲٪  | ۲ / ۲۶۱        | [ ژ ]         |
| ۱۸۲۴ | دموکرات-جمهوری‌خواه ([جناح کرافورد)       | ویلیام اچ کرافورد         | ناتان سنفورد                                                                       | ۴۰٬۸۵۶     | ۱۱٫۲٪  | ۲ / ۲۶۱        | [ ژ ]         |
| ۱۸۲۴ | دموکرات-جمهوری‌خواه ([جناح کرافورد)       | ویلیام اچ کرافورد         | اندرو جکسون                                                                        | ۴۰٬۸۵۶     | ۱۱٫۲٪  | ۱ / ۲۶۱        | [ ژ ]         |
| ۱۸۲۴ | دموکرات-جمهوری‌خواه (جناح کلی)            | هنری کلی                  | ناتان سنفورد                                                                       | ۴۷٬۵۳۱     | ۱۳٫۰٪  | ۲۸ / ۲۶۱       | [ س ]         |
| ۱۸۲۴ | دموکرات-جمهوری‌خواه (جناح کلی)            | هنری کلی                  | جان سی. کلهون                                                                      | ۴۷٬۵۳۱     | ۱۳٫۰٪  | ۷ / ۲۶۱        | [ س ]         |
| ۱۸۲۴ | دموکرات-جمهوری‌خواه (جناح کلی)            | هنری کلی                  | اندرو جکسون                                                                        | ۴۷٬۵۳۱     | ۱۳٫۰٪  | ۳ / ۲۶۱        | [ س ]         |
| ۱۸۲۸ | دموکرات                                  | اندرو جکسون               | جان سی. کلهون                                                                      | ۶۴۲٬۵۵۳    | ۵۶٫۰٪  | ۱۷۱ / ۲۶۱      | [ ش ]         |
| ۱۸۲۸ | دموکرات                                  | اندرو جکسون               | ویلیام اسمیت                                                                       | ۶۴۲٬۵۵۳    | ۵۶٫۰٪  | ۷ / ۲۶۱        | [ ش ]         |
| ۱۸۲۸ | جمهوری‌خواه ملی                           | جان کویینسی آدامز         | ریچارد راش                                                                         | ۵۰۰٬۸۹۷    | ۴۳٫۶٪  | ۸۳ / ۲۶۱       |               |
| ۱۸۳۲ | دموکرات                                  | اندرو جکسون               | مارتین ون بیورن                                                                    | ۷۰۱٬۷۸۰    | ۵۴٫۲٪  | ۱۸۹ / ۲۸۶      | [ ص ]         |
| ۱۸۳۲ | دموکرات                                  | اندرو جکسون               | ویلیام ویلکینز                                                                     | ۷۰۱٬۷۸۰    | ۵۴٫۲٪  | ۳۰ / ۲۸۶       | [ ص ]         |
| ۱۸۳۲ | جمهوری‌خواه ملی                           | هنری کلی                  | جان سارجنت                                                                         | ۴۸۴٬۲۰۵    | ۳۷٫۴٪  | ۴۹ / ۲۸۶       |               |
| ۱۸۳۲ | باطل‌کننده                                | جان فلوید                 | هنری لی                                                                            | N/A        | N/A    | ۱۱ / ۲۸۶       | [ ض ]         |
| ۱۸۳۲ | ضد ماسونی                                | ویلیام ریت                | آموس المیکر                                                                        | ۱۰۰٬۷۱۵    | ۷٫۸٪   | ۷ / ۲۸۶        |               |
| ۱۸۳۶ | دموکرات                                  | مارتین ون بیورن           | ریچارد ام. جانسون                                                                  | ۷۶۳٬۲۹۱    | ۵۰٫۸٪  | ۱۴۷ / ۲۹۴      | [ ط ]         |
| ۱۸۳۶ | دموکرات                                  | مارتین ون بیورن           | ویلیام اسمیت                                                                       | ۷۶۳٬۲۹۱    | ۵۰٫۸٪  | ۲۳ / ۲۹۴       | [ ط ]         |
| ۱۸۳۶ | ویگ                                      | ویلیام هنری هریسون        | فرانسیس گرنجر                                                                      | ۵۴۹٬۹۰۷    | ۳۶٫۶٪  | ۶۳ / ۲۹۴       | [ ظ ]         |
| ۱۸۳۶ | ویگ                                      | ویلیام هنری هریسون        | جان تایلر                                                                          | ۵۴۹٬۹۰۷    | ۳۶٫۶٪  | ۱۰ / ۲۹۴       | [ ظ ]         |
| ۱۸۳۶ | ویگ                                      | هیو لاسون وایت            | جان تایلر                                                                          | ۱۴۶٬۱۰۷    | ۹٫۷٪   | ۲۶ / ۲۹۴       |               |
| ۱۸۳۶ | ویگ                                      | دنیل وبستر                | فرانسیس گرنجر                                                                      | ۴۱٬۲۰۱     | ۲٫۷٪   | ۱۴ / ۲۹۴       |               |
| ۱۸۳۶ | ویگ                                      | ویلی پرسون منگوم          | جان تایلر                                                                          | N/A        | N/A    | ۱۱ / ۲۹۴       | [ ض ]         |
| ۱۸۴۰ | ویگ                                      | ویلیام هنری هریسون        | جان تایلر                                                                          | ۱٬۲۷۵٬۳۹۰  | ۵۲٫۹٪  | ۲۳۴ / ۲۹۴      |               |
| ۱۸۴۰ | دموکرات                                  | مارتین ون بیورن           | ریچارد ام. جانسون                                                                  | ۱٬۱۲۸٬۸۵۴  | ۴۶٫۸٪  | ۴۸ / ۲۹۴       | [ ع ]         |
| ۱۸۴۰ | دموکرات                                  | مارتین ون بیورن           | لیتلتون دبلیو. تیزول                                                               | ۱٬۱۲۸٬۸۵۴  | ۴۶٫۸٪  | ۱۱ / ۲۹۴       | [ ع ]         |
| ۱۸۴۰ | دموکرات                                  | مارتین ون بیورن           | جیمز ناکس پولک                                                                     | ۱٬۱۲۸٬۸۵۴  | ۴۶٫۸٪  | ۱ / ۲۹۴        | [ ع ]         |
| ۱۸۴۴ | دموکرات                                  | جیمز ناکس پولک            | جرج ام. دالاس                                                                      | ۱٬۳۳۹٬۴۹۴  | ۴۹٫۵٪  | ۱۷۰ / ۲۷۵      |               |
| ۱۸۴۴ | ویگ                                      | هنری کلی                  | تئودور فرلینگهویسن                                                                 | ۱٬۳۰۰٬۰۰۴  | ۴۸٫۱٪  | ۱۰۵ / ۲۷۵      |               |
| ۱۸۴۸ | ویگ                                      | زاخاری تیلور              | میلارد فیلمور                                                                      | ۱٬۳۶۱٬۳۹۳  | ۴۷٫۳٪  | ۱۶۳ / ۲۹۰      |               |
| ۱۸۴۸ | دموکرات                                  | لوئیس کاس                 | ویلیام اورلاندو باتلر                                                              | ۱٬۲۲۳٬۴۶۰  | ۴۲٫۵٪  | ۱۲۷ / ۲۹۰      |               |
| ۱۸۴۸ | خاک آزاد                                 | مارتین ون بیورن           | چارلز فرنسیس آدامز سنیور                                                           | ۲۹۱٬۵۰۱    | ۱۰٫۱٪  | ۰ / ۲۹۰        |               |
| ۱۸۵۲ | دموکرات                                  | فرانکلین پیرس             | ویلیام آر. کینگ                                                                    | ۱٬۶۰۷٬۵۱۰  | ۵۰٫۸٪  | ۲۵۴ / ۲۹۶      |               |
| ۱۸۵۲ | ویگ                                      | وینفیلد اسکات             | ویلیام ای. گراهام                                                                  | ۱٬۳۸۶٬۹۴۲  | ۴۳٫۹٪  | ۴۲ / ۲۹۶       |               |
| ۱۸۵۲ | خاک آزاد                                 | جان پی. هیل               | جرج واشینگتن جولین                                                                 | ۱۵۵٬۲۱۰    | ۴٫۹٪   | ۰ / ۲۹۶        |               |
| ۱۸۵۶ | دموکرات                                  | جیمز بیوکنن               | جان سی. برکینریج                                                                   | ۱٬۸۳۶٬۰۷۲  | ۴۵٫۳٪  | ۱۷۴ / ۲۹۶      |               |
| ۱۸۵۶ | جمهوری‌خواه                               | جان سی. فریمونت           | ویلیام ال. دیتون                                                                   | ۱٬۳۴۲٬۳۴۵  | ۳۳٫۱٪  | ۱۱۴ / ۲۹۶      |               |
| ۱۸۵۶ | آمریکایی                                 | میلارد فیلمور             | اندرو جکسون دانلسون                                                                | ۸۷۳٬۰۵۳    | ۲۱٫۶٪  | ۸ / ۲۹۶        |               |
| ۱۸۶۰ | جمهوری‌خواه                               | آبراهام لینکلن            | هانیبال هملین                                                                      | ۱٬۸۶۵٬۹۰۸  | ۳۹٫۸٪  | ۱۸۰ / ۳۰۳      |               |
| ۱۸۶۰ | دموکرات (جنوبی)                          | جان سی. برکینریج          | جوزف لین                                                                           | ۸۴۸٬۰۱۹    | ۱۸٫۱٪  | ۷۲ / ۳۰۳       |               |
| ۱۸۶۰ | اتحادیه قانون اساسی                      | جان بل                    | ادوارد اورت                                                                        | ۵۹۰٬۹۰۱    | ۱۲٫۶٪  | ۳۹ / ۳۰۳       |               |
| ۱۸۶۰ | دموکرات (شمالی)                          | استفن ای. داگلاس          | هرشل وی. جانسون                                                                    | ۱٬۳۸۰٬۲۰۲  | ۲۹٫۵٪  | ۱۲ / ۳۰۳       |               |
| ۱۸۶۴ | حزب متحد ملی                             | آبراهام لینکلن (R)        | اندرو جانسون (D)                                                                   | ۲٬۲۱۸٬۳۸۸  | ۵۵٫۰٪  | ۲۱۲ / ۲۳۳      | [ غ ]         |
| ۱۸۶۴ | دموکرات                                  | جرج بی. مک‌کللن            | جرج اچ. پندلتون                                                                    | ۱٬۸۱۲٬۸۰۷  | ۴۵٫۰٪  | ۲۱ / ۲۳۳       |               |
| ۱۸۶۸ | جمهوری‌خواه                               | اولیسس سایمن گرانت        | اسکایلر کولفکس                                                                     | ۳٬۰۱۳٬۶۵۰  | ۵۲٫۷٪  | ۲۱۴ / ۲۹۴      |               |
| ۱۸۶۸ | دموکرات                                  | هوراتیو سیمور             | فرانسیس پی. بلر جونیور                                                             | ۲٬۷۰۸٬۷۴۴  | ۴۷٫۳٪  | ۸۰ / ۲۹۴       |               |
| ۱۸۷۲ | جمهوری‌خواه                               | اولیسس سایمن گرانت        | هنری ویلسون                                                                        | ۳٬۵۹۸٬۲۳۵  | ۵۵٫۶٪  | ۲۸۶ / ۳۵۲      |               |
| ۱۸۷۲ | دموکرات                                  | توماس ای. هندریکس         | بی. گرتز براون (LR)                                                                | ۲٬۸۳۴٬۷۶۱  | ۴۳٫۸٪  | 41 or 42 / 352 | [ ق ] [ ک ]   |
| ۱۸۷۲ | دموکرات                                  | توماس ای. هندریکس         | ویلیام اس. گروسبک                                                                  | ۲٬۸۳۴٬۷۶۱  | ۴۳٫۸٪  | 0 or 1 / 352   | [ ق ] [ ک ]   |
| ۱۸۷۲ | دموکرات                                  | توماس ای. هندریکس         | جرج واشینگتن جولین (LR)                                                            | ۲٬۸۳۴٬۷۶۱  | ۴۳٫۸٪  | 0 or 1 / 352   | [ ق ] [ ک ]   |
| ۱۸۷۲ | دموکرات                                  | توماس ای. هندریکس         | جان ام. پالمر (LR)                                                                 | ۲٬۸۳۴٬۷۶۱  | ۴۳٫۸٪  | 0 or 1 / 352   | [ ق ] [ ک ]   |
| ۱۸۷۲ | جمهوری‌خواه لیبرال                        | بی. گرتز براون            | آلفرد اچ. کولکویت (D)                                                              | ۲٬۸۳۴٬۷۶۱  | ۴۳٫۸٪  | ۵ / ۳۵۲        | [ ق ]         |
| ۱۸۷۲ | جمهوری‌خواه لیبرال                        | بی. گرتز براون            | جرج واشینگتن جولین                                                                 | ۲٬۸۳۴٬۷۶۱  | ۴۳٫۸٪  | 4 or 5 / 352   | [ ق ]         |
| ۱۸۷۲ | جمهوری‌خواه لیبرال                        | بی. گرتز براون            | توماس ئی. براملت (D)                                                               | ۲٬۸۳۴٬۷۶۱  | ۴۳٫۸٪  | ۳ / ۳۵۲        | [ ق ]         |
| ۱۸۷۲ | جمهوری‌خواه لیبرال                        | بی. گرتز براون            | جان ام. پالمر                                                                      | ۲٬۸۳۴٬۷۶۱  | ۴۳٫۸٪  | 2 or 3 / 352   | [ ق ]         |
| ۱۸۷۲ | جمهوری‌خواه لیبرال                        | بی. گرتز براون            | ناتائیل پی. بنکس                                                                   | ۲٬۸۳۴٬۷۶۱  | ۴۳٫۸٪  | ۱ / ۳۵۲        | [ ق ]         |
| ۱۸۷۲ | جمهوری‌خواه لیبرال                        | بی. گرتز براون            | ویلیس بنسون ماچن (D)                                                               | ۲٬۸۳۴٬۷۶۱  | ۴۳٫۸٪  | ۱ / ۳۵۲        | [ ق ]         |
| ۱۸۷۲ | جمهوری‌خواه لیبرال                        | بی. گرتز براون            | ویلیام اس. گروسبک (D)                                                              | ۲٬۸۳۴٬۷۶۱  | ۴۳٫۸٪  | 0 or 1 / 352   | [ ق ]         |
| ۱۸۷۲ | جمهوری‌خواه لیبرال                        | هوراس گریلی               | بی. گرتز براون                                                                     | ۲٬۸۳۴٬۷۶۱  | ۴۳٫۸٪  | ۳ / ۳۵۲        | [ گ ]         |
| ۱۸۷۲ | دموکرات                                  | چارلز جی. جنکینز          | بی. گرتز براون                                                                     | ۲٬۸۳۴٬۷۶۱  | ۴۳٫۸٪  | ۲ / ۳۵۲        |               |
| ۱۸۷۲ | جمهوری‌خواه لیبرال                        | دیوید دیویس               | بی. گرتز براون                                                                     | ۲٬۸۳۴٬۷۶۱  | ۴۳٫۸٪  | 0 or 1 / 352   | [ ق ] [ ل ]   |
| ۱۸۷۲ | جمهوری‌خواه لیبرال                        | دیوید دیویس               | ویلیام اس. گروسبک (D)                                                              | ۲٬۸۳۴٬۷۶۱  | ۴۳٫۸٪  | 0 or 1 / 352   | [ ق ] [ ل ]   |
| ۱۸۷۲ | جمهوری‌خواه لیبرال                        | دیوید دیویس               | جرج واشینگتن جولین                                                                 | ۲٬۸۳۴٬۷۶۱  | ۴۳٫۸٪  | 0 or 1 / 352   | [ ق ] [ ل ]   |
| ۱۸۷۲ | جمهوری‌خواه لیبرال                        | دیوید دیویس               | جان ام. پالمر                                                                      | ۲٬۸۳۴٬۷۶۱  | ۴۳٫۸٪  | 0 or 1 / 352   | [ ق ] [ ل ]   |
| ۱۸۷۶ | جمهوری‌خواه                               | رادرفورد بیرچارد هیز      | ویلیام ا. ویلر                                                                     | ۴٬۰۳۴٬۱۴۲  | ۴۷٫۹٪  | ۱۸۵ / ۳۶۹      |               |
| ۱۸۷۶ | دموکرات                                  | ساموئل جی. تیلدن          | توماس ای. هندریکس                                                                  | ۴٬۲۸۶٬۸۰۸  | ۵۰٫۹٪  | ۱۸۴ / ۳۶۹      |               |
| ۱۸۸۰ | جمهوری‌خواه                               | جیمز آبرام گارفیلد        | چستر آلن آرتور                                                                     | ۴٬۴۴۶٬۱۵۸  | ۴۸٫۳٪  | ۲۱۴ / ۳۶۹      |               |
| ۱۸۸۰ | دموکرات                                  | وینفیلد اسکات هنکاک       | ویلیام هایدن انگلیش                                                                | ۴٬۴۴۴٬۲۶۰  | ۴۸٫۳٪  | ۱۵۵ / ۳۶۹      |               |
| ۱۸۸۴ | دموکرات                                  | گروور کلیولند             | توماس ای. هندریکس                                                                  | ۴٬۹۱۴٬۴۸۲  | ۴۸٫۹٪  | ۲۱۹ / ۴۰۱      |               |
| ۱۸۸۴ | جمهوری‌خواه                               | جیمز جی. بلین             | جان ای. لوگان                                                                      | ۴٬۸۵۶٬۹۰۳  | ۴۸٫۳٪  | ۱۸۲ / ۴۰۱      |               |
| ۱۸۸۸ | جمهوری‌خواه                               | بنجامین هریسون            | لیوای مورتون                                                                       | ۵٬۴۴۳٬۸۹۲  | ۴۷٫۸٪  | ۲۳۳ / ۴۰۱      |               |
| ۱۸۸۸ | دموکرات                                  | گروور کلیولند             | آلن جی. ترومن                                                                      | ۵٬۵۳۴٬۴۸۸  | ۴۸٫۶٪  | ۱۶۸ / ۴۰۱      |               |
| ۱۸۹۲ | دموکرات                                  | گروور کلیولند             | آدلی استیونسون یکم                                                                 | ۵٬۵۵۳٬۸۹۸  | ۴۶٫۰٪  | ۲۷۷ / ۴۴۴      |               |
| ۱۸۹۲ | جمهوری‌خواه                               | بنجامین هریسون            | وایتلا رید                                                                         | ۵٬۱۹۰٬۸۱۹  | ۴۳٫۰٪  | ۱۴۵ / ۴۴۴      |               |
| ۱۸۹۲ | پاپیولیست                                | جیمز بی. ویور             | جیمز جی. فیلد                                                                      | ۱٬۰۲۶٬۵۹۵  | ۸٫۵٪   | ۲۲ / ۴۴۴       |               |
| ۱۸۹۶ | جمهوری‌خواه                               | ویلیام مک‌کینلی            | گرنت هوبارت                                                                        | ۷٬۱۱۱٬۶۰۷  | ۵۱٫۰٪  | ۲۷۱ / ۴۴۷      |               |
| ۱۸۹۶ | دموکرات/پاپیولیست                        | ویلیام جنینگز برایان      | آرتور سؤال (D)                                                                     | ۶٬۵۰۹٬۰۵۲  | ۴۶٫۷٪  | ۱۴۹ / ۴۴۷      | [ م ]         |
| ۱۸۹۶ | دموکرات/پاپیولیست                        | ویلیام جنینگز برایان      | توماس ئی. واتسون (Pop.)                                                            | ۶٬۵۰۹٬۰۵۲  | ۴۶٫۷٪  | ۲۷ / ۴۴۷       | [ م ]         |
| ۱۹۰۰ | جمهوری‌خواه                               | ویلیام مک‌کینلی            | تئودور روزولت                                                                      | ۷٬۲۲۸٬۸۶۴  | ۵۱٫۶٪  | ۲۹۲ / ۴۴۷      |               |
| ۱۹۰۰ | دموکرات                                  | ویلیام جنینگز برایان      | آدلای استیونسون یکم                                                                | ۶٬۳۷۰٬۹۳۲  | ۴۵٫۵٪  | ۱۵۵ / ۴۴۷      |               |
| ۱۹۰۴ | جمهوری‌خواه                               | تئودور روزولت             | چارلز دبلیو. فرینکس                                                                | ۷٬۶۳۰٬۴۵۷  | ۵۶٫۴٪  | ۳۳۶ / ۴۷۶      |               |
| ۱۹۰۴ | دموکرات                                  | آلتون بی. پارکر           | هنری جی. دیویس                                                                     | ۵٬۰۸۳٬۸۸۰  | ۳۷٫۶٪  | ۱۴۰ / ۴۷۶      |               |
| ۱۹۰۸ | جمهوری‌خواه                               | ویلیام هوارد تفت          | جیمز شرمن                                                                          | ۷٬۶۷۸٬۳۳۵  | ۵۱٫۶٪  | ۳۲۱ / ۴۸۳      |               |
| ۱۹۰۸ | دموکرات                                  | ویلیام جنینگز برایان      | جان دبلیو. کرن                                                                     | ۶٬۴۰۸٬۹۷۹  | ۴۳٫۰٪  | ۱۶۲ / ۴۸۳      |               |
| ۱۹۱۲ | دموکرات                                  | وودرو ویلسون              | توماس آر. مارشال                                                                   | ۶٬۲۹۶٬۲۸۴  | ۴۱٫۸٪  | ۴۳۵ / ۵۳۱      |               |
| ۱۹۱۲ | حزب پیشرو                                | تئودور روزولت             | هیرام جانسون                                                                       | ۴٬۱۲۲٬۷۲۱  | ۲۷٫۴٪  | ۸۸ / ۵۳۱       |               |
| ۱۹۱۲ | جمهوری‌خواه                               | ویلیام هووارد تفت         | نیکولاس موری باتلر                                                                 | ۳٬۴۸۶٬۲۴۲  | ۲۳٫۲٪  | ۸ / ۵۳۱        |               |
| ۱۹۱۲ | سوسیالیست                                | یوجین دبز                 | امیل سیدل                                                                          | ۹۰۱٬۵۵۱    | ۶٫۰٪   | ۰ / ۵۳۱        |               |
| ۱۹۱۶ | دموکرات                                  | وودرو ویلسون              | توماس آر. مارشال                                                                   | ۹٬۱۲۶٬۸۶۸  | ۴۹٫۲٪  | ۲۷۷ / ۵۳۱      |               |
| ۱۹۱۶ | جمهوری‌خواه                               | چارلز ایواز هیوز          | چارلز دبلیو. فربنکس                                                                | ۸٬۵۴۸٬۷۲۸  | ۴۶٫۱٪  | ۲۵۴ / ۵۳۱      |               |
| ۱۹۲۰ | جمهوری‌خواه                               | وارن جی. هاردینگ          | کالوین کولیج                                                                       | ۱۶٬۱۴۴٬۰۹۳ | ۶۰٫۳٪  | ۴۰۴ / ۵۳۱      |               |
| ۱۹۲۰ | دموکرات                                  | جیمز میدلتون کاکس         | فرانکلین دلانو روزولت                                                              | ۹٬۱۳۹٬۶۶۱  | ۳۴٫۲٪  | ۱۲۷ / ۵۳۱      |               |
| ۱۹۲۴ | جمهوری‌خواه                               | کالوین کولیج              | چارلز گیتس دویز                                                                    | ۱۵٬۷۲۳٬۷۸۹ | ۵۴٫۰٪  | ۳۸۲ / ۵۳۱      |               |
| ۱۹۲۴ | دموکرات                                  | جان دبلیو. دیویس          | چارلز دبلیو برایان                                                                 | ۸٬۳۸۶٬۲۴۲  | ۲۸٫۸٪  | ۱۳۶ / ۵۳۱      |               |
| ۱۹۲۴ | حزب پیشرو                                | رابرت ام.لا. فولت، سینیور | برتون کی. ویلر                                                                     | ۴٬۸۳۱٬۷۰۶  | ۱۶٫۶٪  | ۱۳ / ۵۳۱       |               |
| ۱۹۲۸ | جمهوری‌خواه                               | هربرت هوور                | چارلز کرتیس                                                                        | ۲۱٬۴۲۷٬۱۲۳ | ۵۸٫۲٪  | ۴۴۴ / ۵۳۱      |               |
| ۱۹۲۸ | دموکرات                                  | آل اسمیت                  | جوزف تیلور رابینسون                                                                | ۱۵٬۰۱۵٬۴۶۴ | ۴۰٫۸٪  | ۸۷ / ۵۳۱       |               |
| ۱۹۳۲ | دموکرات                                  | فرانکلین دلانو روزولت     | جان نانس گارنر                                                                     | ۲۲٬۸۲۱٬۲۷۷ | ۵۷٫۴٪  | ۴۷۲ / ۵۳۱      |               |
| ۱۹۳۲ | جمهوری‌خواه                               | هربرت هوور                | چارلز کرتیس                                                                        | ۱۵٬۷۶۱٬۲۵۴ | ۳۹٫۷٪  | ۵۹ / ۵۳۱       |               |
| ۱۹۳۶ | دموکرات                                  | فرانکلین دلانو روزولت     | جان نانس گارنر                                                                     | ۲۷٬۷۵۲٬۶۴۸ | ۶۰٫۸٪  | ۵۲۳ / ۵۳۱      |               |
| ۱۹۳۶ | جمهوری‌خواه                               | الف لندن                  | فرانک ناکس                                                                         | ۱۶٬۶۸۱٬۸۶۲ | ۳۶٫۵٪  | ۸ / ۵۳۱        |               |
| ۱۹۴۰ | دموکرات                                  | فرانکلین دلانو روزولت     | هنری والاس                                                                         | ۲۷٬۳۱۳٬۹۴۵ | ۵۴٫۷٪  | ۴۴۹ / ۵۳۱      |               |
| ۱۹۴۰ | جمهوری‌خواه                               | وندل ال. ویلکی            | چارلز ال. مک‌ناری                                                                   | ۲۲٬۳۴۷٬۷۴۴ | ۴۴٫۸٪  | ۸۲ / ۵۳۱       |               |
| ۱۹۴۴ | دموکرات                                  | فرانکلین دلانو روزولت     | هری ترومن                                                                          | ۲۵٬۶۱۲٬۹۱۶ | ۵۳٫۴٪  | ۴۳۲ / ۵۳۱      |               |
| ۱۹۴۴ | جمهوری‌خواه                               | توماس دیویی               | جان دبلیو. بریکر                                                                   | ۲۲٬۰۱۷٬۹۲۹ | ۴۵٫۹٪  | ۹۹ / ۵۳۱       |               |
| ۱۹۴۸ | دموکرات                                  | هری ترومن                 | آلبن دابلیو. بارکلی                                                                | ۲۴٬۱۷۹٬۳۴۷ | ۴۹٫۶٪  | ۳۰۳ / ۵۳۱      |               |
| ۱۹۴۸ | جمهوری‌خواه                               | توماس دیویی               | ارل وارن                                                                           | ۲۱٬۹۹۱٬۲۹۲ | ۴۵٫۱٪  | ۱۸۹ / ۵۳۱      |               |
| ۱۹۴۸ | دیکسیِکرات                                | استورم تورموند            | فیلدینگ ال. رایت                                                                   | ۱٬۱۷۵٬۹۳۰  | ۲٫۴٪   | ۳۹ / ۵۳۱       |               |
| ۱۹۵۲ | جمهوری‌خواه                               | دوایت آیزنهاور            | ریچارد نیکسون                                                                      | ۳۴٬۰۷۵٬۵۲۹ | ۵۵٫۲٪  | ۴۴۲ / ۵۳۱      |               |
| ۱۹۵۲ | دموکرات                                  | آدلای استیونسون دوم       | جان اسپارکمن                                                                       | ۲۷٬۳۷۵٬۰۹۰ | ۴۴٫۳٪  | ۸۹ / ۵۳۱       |               |
| ۱۹۵۶ | جمهوری‌خواه                               | دوایت آیزنهاور            | ریچارد نیکسون                                                                      | ۳۵٬۵۷۹٬۱۸۰ | ۵۷٫۴٪  | ۴۵۷ / ۵۳۱      |               |
| ۱۹۵۶ | دموکرات                                  | آدلای استیونسون دوم       | استیس کیفائور                                                                      | ۲۶٬۰۲۸٬۰۲۸ | ۴۲٫۰٪  | ۷۳ / ۵۳۱       |               |
| ۱۹۵۶ | دموکرات                                  | والتر برگوین جونز         | هرمان تلمج                                                                         | N/A        | N/A    | ۱ / ۵۳۱        | [ و ]         |
| ۱۹۶۰ | دموکرات                                  | جان اف. کندی              | لیندون بی. جانسون                                                                  | ۳۴٬۲۲۰٬۹۸۴ | ۴۹٫۷٪  | ۳۰۳ / ۵۳۷      |               |
| ۱۹۶۰ | جمهوری‌خواه                               | ریچارد نیکسون             | هنری کابوت لاج، جونیور                                                             | ۳۴٬۱۰۸٬۱۵۷ | ۴۹٫۶٪  | ۲۱۹ / ۵۳۷      |               |
| ۱۹۶۰ | دموکرات‌های جنوبی                         | هری اف. بیرد، سینیور      | استورم تورموند                                                                     | ۶۱۰٬۴۰۹    | ۰٫۴٪   | ۱۴ / ۵۳۷       | [ ه ]         |
| ۱۹۶۰ | دموکرات‌های جنوبی                         | هری اف. بیرد، سینیور      | بری گلدواتر (R)                                                                    | ۶۱۰٬۴۰۹    | ۰٫۴٪   | ۱ / ۵۳۷        | [ ه ]         |
| ۱۹۶۴ | دموکرات                                  | لیندون بی. جانسون         | هیوبرت هامفری                                                                      | ۴۳٬۱۲۷٬۰۴۱ | ۶۱٫۰٪  | ۴۸۶ / ۵۳۸      |               |
| ۱۹۶۴ | جمهوری‌خواه                               | بری گلدواتر               | ویلیام ئی. میلر                                                                    | ۲۷٬۱۷۵٬۷۵۴ | ۳۸٫۵٪  | ۵۲ / ۵۳۸       |               |
| ۱۹۶۸ | جمهوری‌خواه                               | ریچارد نیکسون             | اسپیرو اگنیو                                                                       | ۳۱٬۷۸۳٬۷۸۳ | ۴۳٫۴٪  | ۳۰۱ / ۵۳۸      |               |
| ۱۹۶۸ | دموکرات                                  | هیوبرت هامفری             | ادموند موسکی                                                                       | ۳۱٬۲۷۱٬۸۳۹ | ۴۲٫۷٪  | ۱۹۱ / ۵۳۸      |               |
| ۱۹۶۸ | حزب مستقل آمریکا                         | جرج والاس                 | کرتیس له‌می                                                                         | ۹٬۹۰۱٬۱۱۸  | ۱۳٫۵٪  | ۴۶ / ۵۳۸       |               |
| ۱۹۷۲ | جمهوری‌خواه                               | ریچارد نیکسون             | اسپیرو اگنیو                                                                       | ۴۷٬۱۶۸٬۷۱۰ | ۶۰٫۷٪  | ۵۲۰ / ۵۳۸      |               |
| ۱۹۷۲ | دموکرات                                  | جرج مک‌گاورن               | سارجنت شرایور                                                                      | ۲۹٬۱۷۳٬۲۲۲ | ۳۷٫۵٪  | ۱۷ / ۵۳۸       |               |
| ۱۹۷۲ | لیبرترین                                 | جان هاسپرز                | تونی ناتان                                                                         | ۳٬۶۷۴      | <۰٫۰۱٪ | ۱ / ۵۳۸        | [ ی ]         |
| ۱۹۷۶ | دموکرات                                  | جیمی کارتر                | والتر ماندیل                                                                       | ۴۰٬۸۳۱٬۸۸۱ | ۵۰٫۱٪  | ۲۹۷ / ۵۳۸      |               |
| ۱۹۷۶ | جمهوری‌خواه                               | جرالد فورد                | باب دول                                                                            | ۳۹٬۱۴۸٬۶۳۴ | ۴۸٫۰٪  | ۲۴۰ / ۵۳۸      |               |
| ۱۹۷۶ | جمهوری‌خواه                               | رونالد ریگان              | باب دول                                                                            | N/A        | N/A    | ۱ / ۵۳۸        | [ اا ]        |
| ۱۹۸۰ | جمهوری‌خواه                               | رونالد ریگان              | جرج اچ. دابلیو. بوش                                                                | ۴۳٬۹۰۳٬۲۳۰ | ۵۰٫۷٪  | ۴۸۹ / ۵۳۸      |               |
| ۱۹۸۰ | دموکرات                                  | جیمی کارتر                | والتر ماندیل                                                                       | ۳۵٬۴۸۰٬۱۱۵ | ۴۱٫۰٪  | ۴۹ / ۵۳۸       |               |
| ۱۹۸۰ | مستقل                                    | جان بی. اندرسون           | پاتریک لوسی                                                                        | ۵٬۷۱۹٬۸۵۰  | ۶٫۶٪   | ۰ / ۵۳۸        |               |
| ۱۹۸۴ | جمهوری‌خواه                               | رونالد ریگان              | جرج اچ. دابلیو. بوش                                                                | ۵۴٬۴۵۵٬۴۷۲ | ۵۸٫۸٪  | ۵۲۵ / ۵۳۸      |               |
| ۱۹۸۴ | دموکرات                                  | والتر ماندیل              | جرالدین فرارو                                                                      | ۳۷٬۵۷۷٬۳۵۲ | ۴۰٫۶٪  | ۱۳ / ۵۳۸       |               |
| ۱۹۸۸ | جمهوری‌خواه                               | جرج اچ. دابلیو. بوش       | دن کویل                                                                            | ۴۸٬۸۸۶٬۵۹۷ | ۵۳٫۴٪  | ۴۲۶ / ۵۳۸      |               |
| ۱۹۸۸ | دموکرات                                  | مایکل دوکاکیس             | لوید بنتسن                                                                         | ۴۱٬۸۰۹٬۴۷۶ | ۴۵٫۶٪  | ۱۱۱ / ۵۳۸      |               |
| ۱۹۸۸ | دموکرات                                  | لوید بنتسن                | مایکل دوکاکیس                                                                      | N/A        | N/A    | ۱ / ۵۳۸        | [ اب ]        |
| ۱۹۹۲ | دموکرات                                  | بیل کلینتون               | ال گور                                                                             | ۴۴٬۹۰۹٬۸۰۶ | ۴۳٫۰٪  | ۳۷۰ / ۵۳۸      |               |
| ۱۹۹۲ | جمهوری‌خواه                               | جرج اچ. دابلیو. بوش       | دن کویل                                                                            | ۳۹٬۱۰۴٬۵۵۰ | ۳۷٫۴٪  | ۱۶۸ / ۵۳۸      |               |
| ۱۹۹۲ | مستقل                                    | راس پرو                   | جیمز استاکدیل                                                                      | ۱۹٬۷۴۳٬۸۲۱ | ۱۸٫۹٪  | ۰ / ۵۳۸        |               |
| ۱۹۹۶ | دموکرات                                  | بیل کلینتون               | ال گور                                                                             | ۴۷٬۴۰۱٬۱۸۵ | ۴۹٫۲٪  | ۳۷۹ / ۵۳۸      |               |
| ۱۹۹۶ | جمهوری‌خواه                               | باب دول                   | جک کمپ                                                                             | ۳۹٬۱۹۷٬۴۶۹ | ۴۰٫۷٪  | ۱۵۹ / ۵۳۸      |               |
| ۱۹۹۶ | اصلاحات                                  | راس پرو                   | پت شوت                                                                             | ۸٬۰۸۵٬۲۹۴  | ۸٫۴٪   | ۰ / ۵۳۸        |               |
| ۲۰۰۰ | جمهوری‌خواه                               | جرج دابلیو. بوش           | دیک چینی                                                                           | ۵۰٬۴۵۶٬۰۰۲ | ۴۷٫۹٪  | ۲۷۱ / ۵۳۸      |               |
| ۲۰۰۰ | دموکرات                                  | ال گور                    | جو لیبرمن                                                                          | ۵۰٬۹۹۹٬۸۹۷ | ۴۸٫۴٪  | ۲۶۶ / ۵۳۸      | [ اپ ] [ ۲۳ ] |
| ۲۰۰۴ | جمهوری‌خواه                               | جرج دابلیو. بوش           | دیک چینی                                                                           | ۶۲٬۰۴۰٬۶۱۰ | ۵۰٫۷٪  | ۲۸۶ / ۵۳۸      |               |
| ۲۰۰۴ | دموکرات                                  | جان کری                   | جان ادواردز                                                                        | ۵۹٬۰۲۸٬۴۴۴ | ۴۸٫۳٪  | ۲۵۱ / ۵۳۸      |               |
| ۲۰۰۴ | دموکرات                                  | جان ادواردز               | جان ادواردز                                                                        | ۵          | <۰٫۰۱٪ | ۱ / ۵۳۸        | [ ات ]        |
| ۲۰۰۸ | دموکرات                                  | باراک اوباما              | جو بایدن                                                                           | ۶۹٬۴۹۸٬۵۱۶ | ۵۲٫۹٪  | ۳۶۵ / ۵۳۸      |               |
| ۲۰۰۸ | جمهوری‌خواه                               | جان مک‌کین                 | سارا پیلین                                                                         | ۵۹٬۹۴۸٬۳۲۳ | ۴۵٫۷٪  | ۱۷۳ / ۵۳۸      |               |
| ۲۰۱۲ | دموکرات                                  | باراک اوباما              | جو بایدن                                                                           | ۶۵٬۹۱۵٬۷۹۵ | ۵۱٫۱٪  | ۳۳۲ / ۵۳۸      |               |
| ۲۰۱۲ | جمهوری‌خواه                               | میت رامنی                 | پال رایان                                                                          | ۶۰٬۹۳۳٬۵۰۴ | ۴۷٫۲٪  | ۲۰۶ / ۵۳۸      |               |
| ۲۰۱۶ | جمهوری‌خواه                               | دونالد ترامپ              | مایک پنس                                                                           | ۶۲٬۹۸۴٬۸۲۸ | ۴۶٫۱٪  | ۳۰۴ / ۵۳۸      |               |
| ۲۰۱۶ | جمهوری‌خواه                               | ران پال (L)               | مایک پنس                                                                           | ۱۲۴        | <۰٫۰۱٪ | ۱ / ۵۳۸        | [ اث ]        |
| ۲۰۱۶ | دموکرات                                  | هیلاری کلینتون            | تیم کین                                                                            | ۶۵٬۸۵۳٬۵۱۴ | ۴۸٫۲٪  | ۲۲۷ / ۵۳۸      |               |
| ۲۰۱۶ | جمهوری‌خواه (cast by Democratic electors) | کالین پاول                | سوزان کالینز                                                                       | ۲۵         | <۰٫۰۱٪ | ۱ / ۵۳۸        | [ اج ]        |
| ۲۰۱۶ | جمهوری‌خواه (cast by Democratic electors) | کالین پاول                | ماریا کانتول (D)                                                                   | ۲۵         | <۰٫۰۱٪ | ۱ / ۵۳۸        | [ اج ]        |
| ۲۰۱۶ | جمهوری‌خواه (cast by Democratic electors) | کالین پاول                | الیزابت وارن (D)                                                                   | ۲۵         | <۰٫۰۱٪ | ۱ / ۵۳۸        | [ اج ]        |
| ۲۰۱۶ | جمهوری‌خواه                               | جان کیسیک                 | کارلی فیورینا                                                                      | ۲٬۶۸۴      | <۰٫۰۱٪ | ۱ / ۵۳۸        | [ اث ]        |
| ۲۰۱۶ | دموکرات                                  | برنی سندرز                | الیزابت وارن                                                                       | ۱۰۸٬۷۷۶    | ۰٫۰۸٪  | ۱ / ۵۳۸        | [ اچ ]        |
| ۲۰۱۶ | دموکرات                                  | فیت اسپاتد ایگل           | ویونا لادوک (G)                                                                    | N/A        | N/A    | ۱ / ۵۳۸        | [ اح ]        |
| ۲۰۲۰ | دموکرات                                  | جو بایدن                  | کامالا هریس                                                                        | ۸۱٬۲۶۸٬۹۲۴ | ۵۱٫۳٪  | ۳۰۶ / ۵۳۸      |               |
| ۲۰۲۰ | جمهوری‌خواه                               | دونالد ترامپ              | مایک پنس                                                                           | ۷۴٬۲۱۶٬۱۵۴ | ۴۶٫۹٪  | ۲۳۲ / ۵۳۸      |               |

1. ↑  پیش از تصویب متتم دوازدهم شرکت‌کنندگان در انتخابات دو رأی به صندوق می‌انداختند؛ یعنی نام دو نامزد را می‌نوشتند. نامزدی که حائز اکثریت آرا بود به عنوان رئیس‌جمهوری انتخاب می‌شد و نامزدی که پس از او حائز اکثریت بود به عنوان معاون رئیس‌جمهوری انتخاب می‌شد.
2. 1 2  آدامز به عنوان معاون رئیس‌جمهوری برگزیده شد.
3. ↑  جفرسون به عنوان معاون رئیس‌جمهوری برگزیده شد.
4. 1 2 3  تفکیک نتایج نامزدهای حزب برای انتخابات ۱۸۰۰ موجود است.
5. ↑  در کل مدیسون ۱۲۲ رأی الکترال کسب کرد.
6. ↑  شش گزینندهٔ عهدشکن از نیویورک به جای مدیسون به کلینتون رأی دادند. سه تن از آنان برای معاون رئیس‌جمهوری به مدیسون رأی دادند و سه تن دیگر به مونرو.
7. ↑  در حالی که کلینتون عموماً به عنوان نامزد فدرالیست شناخته می‌شد در عمل به عنوان یک نامزد دموکرات-جمهوری‌خواه وارد میدان شد و توسط خود حزب فدرالیست نامزد نشد و حزب فدرالیست تصمیم گرفت نامزدی معرفی نکند. این مانع از حمایت احزاب فدرالیست ایالتی (مثل پنسیلوانیا) نشد. اما او حمایت دموکرات-جمهوری‌خواه‌های ایالت نیویورک را نیز داشت.
8. ↑  دو گزینندهٔ عهدشکن، دو تن از ماساچوست و دیگری از نیوهمپشایر به جای اینگرسل به گرنی رأی دادند.
9. ↑  گزینندگان ماساچوست به هواراد و گزینندگان دلاور به هارپر رأی دادند. گزینندگان کنیکتیک رأی خود را بین راس و مارشال تقسیم کردند. کینگ در کل ۳۴ رأی الکترال کسب کرد.
10. ↑  هرچند فدرالیست‌ها نامزدی معرفی نکردند چندین گزینندهٔ فدرالیست به جای تامپکینز به نامزدهای فدرالیست معاونت رئیس‌جمهوری رأی دادند. مونرو در کل ۲۳۱ رأی الکترال کسب کرد.
11. ↑  مونرو بدون رقیب بود اما ویلیام پلامر، گزینندهٔ عهدشکن نیوهمپشایر، به جای مونرو و تامپکینز به آدامز و راش رأی داد.
12. ↑  چون هیچ نامزدی حائز اکثریت آرای الکترال نشد مجلس نمایندگان رئیس‌جمهوری را انتخاب کرد. ۱۳ نمایندهٔ مجلس به آدامز، ۷ نماینده به جکسون و ۴ نماینده به کرافورد رأی دادند.
13. ↑  برای انتخاب معاون رئیس‌جمهوری ۷۴ گزینندهٔ آدامز به کلهون و ۹ تن از آنان به جکسون رأی دادند و یک نفرشان به کسی رأی نداد.
14. ↑  کرافورد در کل ۴۰ رأی الکترال کسب کرد.
15. ↑  کلی در کل ۳۸ رأی الکترال کسب کرد.
16. ↑  هفت گزینندهٔ عهدشکن جورجیا به جای کلهون به اسمیت رأی دادند.
17. ↑  کل ۳۰ گزینندهٔ پنسیلوانیا به جای ون بیورن به ویلکینز رأی دادند. جکسون در مجموع ۲۱۹ رأی الکترال کسب کرد.
18. 1 2  تمام رأی‌های الکترال متعلق به کارولینای جنوبی بودند؛ جایی که گزینندگان را مجلس قانون‌گذاری و نه رأی‌دهندگان انتخاب می‌کنند.
19. ↑  کل ۲۳ گزینندهٔ ویرجینیا برای معاون رئیس‌جمهوری به جای جانسون به اسمیت رأی دادند که در نتیجه جانسون نتوانست اکثریت آرای الکترال را به دست آورد؛ بنابراین انتخابات به سنا رفت که جانسون را با رأی ۳۳ به ۱۶ برگزید.
20. ↑  هریسون در کل ۷۳ رأی الکترال کسب کرد.
21. ↑  ون بیورن در کل ۶۰ رأی الکترال کسب کرد.
22. ↑  جانسون دموکرات همراه با لینکلن جمهوری‌خواه در فهرست نامزدهای اتحادیهٔ ملی قرار گرفت.
23. ↑  تمام رأی‌های مردمی در اصل به هوراس گریلی و بی. گرتز براون رسید.
24. 1 2 3  در منابع مورد استفاده دادهٔ کافی برای مشخص کردن زوج‌های چهار رأی الکترال میسوری موجود نبود؛ بنابراین لیست محتمل نامزدها با حداقل و حداکثر تعداد محتمل آرای الکترال فهرست شدند.
25. ↑  هندریکس در کل ۴۲ رأی الکترال کسب کرد.
26. ↑  گریلی قبل از این که کالج انتخاباتی رأیش را به صندوق بریزد درگذشت. درنیتجه گزینندگان الکترال به جای گریلی و براون به نامزدهای دیگری رأی دادند.
27. ↑  دیویس در مجموع یک رأی الکترال دریافت کرد.
28. ↑  درحالی‌که دموکرات‌ها و پاپیولیست‌ها هردو برایان را نامزد انتخابات کردند هردو حزب گزینه‌های متفاوتی برای معاون رئیس‌جمهوری داشتند.
29. ↑  باتلر جایگزین شرمن که پیش از برگزاری انتخاب درگذشت شد.
30. ↑  ویلیام اف. ترنر گزینندهٔ عهدشکن آلاباما به جای استیونسون و کیفائور به جونز و تلمج رأی داد.
31. ↑  گزینندگان نامتعهد به بیرد و تورموند رأی دادند. هنری دی. اروین، گزینهٔ عهدشکن اوکلاهما به نیکسون و لاج به بیرد و گلدواتر رأی داد.
32. ↑  راجر مک‌براید، گزینندهٔ عهدشکن ویرجینیا به جای نیکسون و اگنیو به هاسپرز و ناتان رأی داد.
33. ↑  مایک پدن، گزینندهٔ عهدشکن ایالت واشینگتن به جای فورد به ریگان رأی داد. با این حال همان‌طور که متعهد شده بود به دول رأی داد.
34. ↑  مارگارت لیچ، گزینندهٔ عهدشکن ویرجینای غربی به جای این که برای ریاست جمهوری به دوکاکیس و برای معاونت رئیس‌جمهوری به بنتسن رأی بدهد برای ریاست جمهوری به بنتسن و برای معاونت رئیس‌جمهوری به دوکاکیس رأی داد.
35. ↑  یکی از گزینندگان دی. سی که متعهد بود به گور-لیبرمن رأی بدهد در رأی‌گیری نهایی از این کار خودداری کرد.
36. ↑  یک گزینندهٔ ناشناس مینه‌سوتا هم برای ریاست جمهوری و برای معاونت رئیس‌جمهوری به ادواردز رأی داد.
37. 1 2  یک گزینندهٔ عهدشکن از تگزاس
38. ↑  سه گزینندهٔ عهد شکن از ایالت واشینگتن.
39. ↑  یک گزینندهٔ عهدشکن از هاوایی
40. ↑  یک گزینندهٔ عهدشکن از ایالت واشینگتن.